# Leichtathletik-Weltmeisterschaften 2015/Marathon der Männer

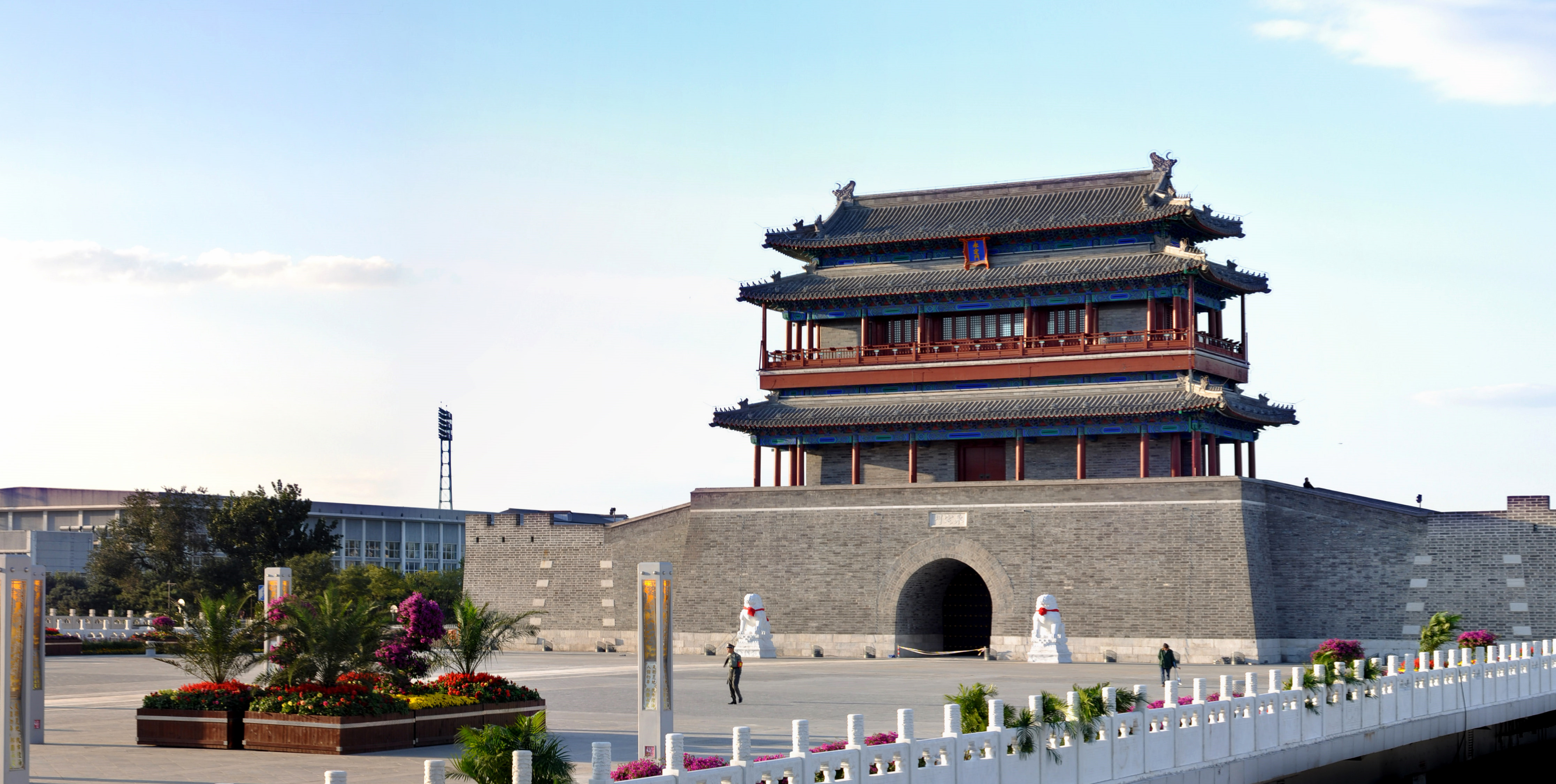
Yongding-Tor

Der Marathonlauf der Männer bei den Leichtathletik-Weltmeisterschaften 2015 wurde am 22. August 2015 in den Straßen der chinesischen Hauptstadt Peking ausgetragen.
Es war das vierte Rennen im Rahmen der World Marathon Majors 2015/16.
Weltmeister wurde Ghirmay Ghebreslassie aus Eritrea. Er gewann vor dem Äthiopier Yemane Tsegay. Auf den dritten Platz kam Munyo Solomon Mutai aus Uganda.

## Strecke
Der Start des Laufs erfolgte beim Yongding-Tor. Anschließend führte die Route vorbei an Sehenswürdigkeiten wie dem Himmelstempel, dem Zhengyangmen, der Verbotenen Stadt, dem Chinesischen Nationalmuseum und dem Staatsgästehaus Diaoyutai. Beim Haidian Park lag die Streckenhälfte. Vorbei an den diversen Hochschulen von Peking und dem China National Tennis Center ging es schließlich wieder zurück zum Nationalstadion, in dem die letzten Meter zu laufen waren.

## Rekorde
| Weltrekord | Dennis Kipruto Kimetto | 2:02:57 h | Berlin-Marathon, Deutschland | 28. September 2014 |
| WM-Rekord  | Abel Kirui             | 2:06:54 h | WM in Berlin, Deutschland    | 22. August 2009    |

Der bestehende WM-Rekord wurde bei diesen Weltmeisterschaften nicht eingestellt und nicht verbessert.

## Doping
Der Marokkaner Adil Annani, der das Ziel nicht erreicht hatte, wurde vom marokkanischen Leichtathletik-Verband wegen Dopingmissbrauchs, der aus seinem Biologischen Pass ersichtlich war, für vier Jahre bis zum 20. Juni 2020 gesperrt. Unter anderem sein bei den Weltmeisterschaften hier in Peking erzieltes Ergebnis wurde gestrichen.

## Ausgangssituation
Wie eigentlich fast immer bei solchen großen Meisterschaften war es für den Marathonlauf nicht einfach, Favoritenpositionen auszumachen. Zu selten können die Athleten diese Distanz laufen, weil die Form sonst verlorengeht. Außerdem liegt der Schwerpunkt für den Saisonhöhepunkt nicht für alle Marathonstars auf den Weltmeisterschaften, sondern oft auch auf den großen Stadtmarathons wie London, Berlin, New York usw. Zu den Favoriten gehörten hier in Peking ganz sicher der Titelverteidiger und Olympiasieger von 2012 Stephen Kiprotich aus Uganda, der äthiopische Vizeweltmeister Lelisa Desisa und sein Landsmann Yemane Tsegay, Achter der letzten Weltmeisterschaften. Zum weiteren Kreis der Läufer mit guten Aussichten zählte auch der italienische Europameister Daniele Meucci.

## Rennverlauf

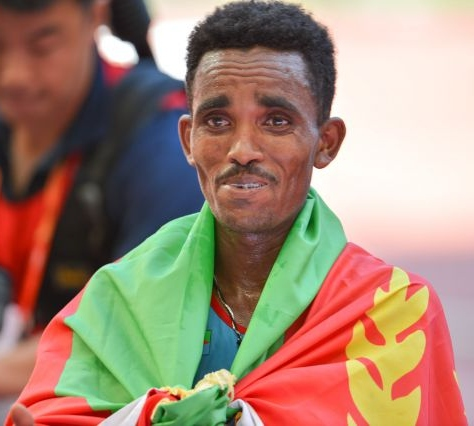
Weltmeister Ghirmay Ghebreslassie
nach dem Rennen

22. August 2015, 7:15 Uhr Ortszeit (1:15 Uhr MESZ)
Angesichts der schwierigen klimatischen Bedingungen von Peking mit seinem hohen Grad von Luftverschmutzung war kein schnelles Rennen zu erwarten. So blieb ein größeres Feld mit Shumi Dechasa aus Bahrain an der Spitze lange Zeit zusammen. Die einzelnen 5-km-Abschnitte wurden bis Kilometer dreißig zwischen fünfzehneinhalb und sechzehn Minuten zurückgelegt, das war erwartet gemäßigt. Kurz vor Kilometer zwanzig übernahm Meucci die Führung und setzte sich minimal vom Feld ab. Mit zwei Sekunden Rückstand folgte sein Landsmann Ruggero Pertile, weitere vier Sekunden dahinter lag eine neunzehnköpfige Verfolgergruppe.
Nach Kilometer 25 ergriff Tsepo Ramonene aus Lesotho die Initiative und setzte sich einige Meter von seinen Konkurrenten ab, ohne allerdings das Tempo besonders zu erhöhen. Bei Kilometer dreißig hatte er einen Vorsprung von etwas mehr als zehn Sekunden vor Pertile und weitere sechs Sekunden auf eine jetzt zwölfköpfige Verfolgergruppe herausgearbeitet. Der Abstand schrumpfte dann wieder und das Verfolgerfeld fiel gleichzeitig mehr und mehr auseinander. Immer näher kam dem Führenden jetzt Ghirmay Ghebreslassie aus Eritrea, ebenfalls nur wenig zurück lagen Tsegay und Munyo Mutai aus Uganda. Nur etwas mehr als zwanzig Sekunden hinter Ramonene folgte eine Gruppe mit Desisa, Kiprotich und Jackson Kiprop, ebenfalls Uganda. Gut dreißig Sekunden Rückstand hatten Pertile und Amanuel Mesel aus Eritrea. Das war der Stand bei Kilometer 35.
Nun ging es in die entscheidende Phase. Ramonene konnte das Tempo nicht mehr halten, während seine Verfolger schneller wurden. Ganz besonders gut ins Rennen kamen jetzt Ghebreslassie und Tsegay. Bei Kilometer vierzig führte der Eritreer mit acht Sekunden vor dem Äthiopier. Dreißig weitere Sekunden dahinter lag auch Mutai noch gut im Kampf um die Medaillen. Die nächsten Verfolger Dechasa, Desisa, Pertile und Kiprotich hatten dagegen bereits einen Rückstand von mehr als eineinhalb Minuten. Ramonene war noch weiter zurückgefallen.
Bis zum Ziel änderte sich die Reihenfolge an der Spitze nicht mehr. Ghirmay Ghebreslassie wurde Weltmeister mit einem Vorsprung von vierzig Sekunden auf Yemane Tsegay. Munyo Mutai gewann zwölf Sekunden hinter Tsegay Bronze. Platz vier ging an Ruggero Pertile, dem 57 Sekunden auf den Medaillenplatz fehlten. Shumi Dechasa wurde Fünfter vor Stephen Kiprotich und Lelisa Desisa auf Platz sieben. Zeitgleich mit Desisa kam Daniele Meucci als Achter vor Amanuel Mesel und Jackson Kiprop ins Ziel.
| Zwischenzeiten      | Zwischenzeiten | Zwischenzeiten | Zwischenzeiten |
| Zwischenzeit- Marke | Zwischenzeit   | Führende(r) | 5-km-Zeit      |
| ------------------- | -------------- | --- | -------------- |
| 5 km                | 16:06 min      | Shumi Dechasa in großer Gruppe                                                                                                   | 16:06 min      |
| 10 km               | 31:51 min      | Shumi Dechasa in großer Gruppe                                                                                                   | 15:45 min      |
| 15 km               | 47:48 min      | Shumi Dechasa in großer Gruppe                                                                                                   | 15:57 min      |
| 20 km               | 1:03:23 h      | Daniele Meucci – 2 s vor 21köpfiger Verfolgergruppe                                                                              | 15:35 min      |
| 25 km               | 1:19:16 h      | Meucci – 2 s vor Pertile und 6 s vor 19köpfiger Verfolgergruppe                                                                  | 15:53 min      |
| 30 km               | 1:35:02 h      | Ramonene – 13 s vor Pertile und 19 s vor 12köpfiger Verfolgergruppe                                                              | 15:46 min      |
| 35 km               | 1:50:38 h      | Ramonene – 10 s vor Ghebreslassie / 13 s vor Tsegay, Mutai / 23 s vor Desisa, Kiprotich, Kiprop und 32 s vor Pertile, Mesel      | 15:36 min      |
| 40 km               | 2:05:41 h      | Ghebreslassie – 8 s vor Tsegay / 39 s vor Mutai / 1:33 min vor Dechasa / 1:35 min vor Desisa und 1:37 min vor Pertile, Kiprotich | 15:03 min      |

## Ergebnis

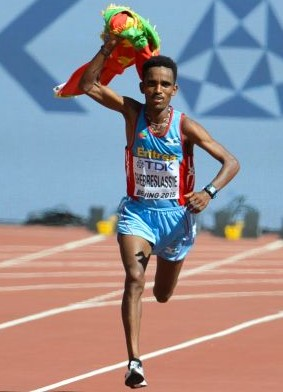
Mit Blumen in der Hand konnte Weltmeister Ghirmay Ghebreslassie ins Ziel laufen

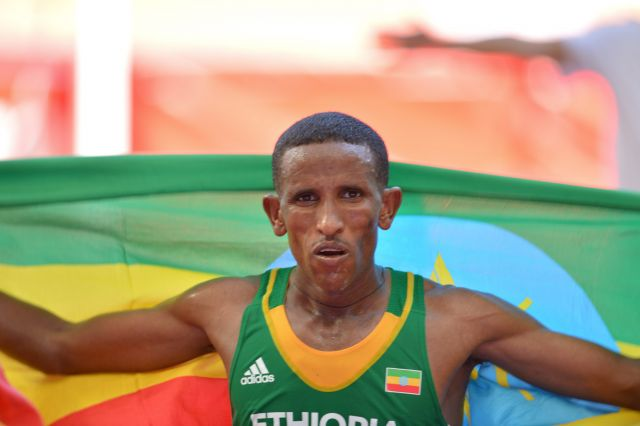
Vizeweltmeister Yemane Tsegay, Äthiopien

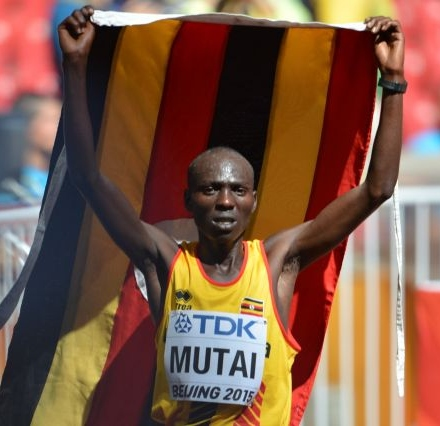
Munyo Mutai aus Uganda gewann die Bronzemedaille

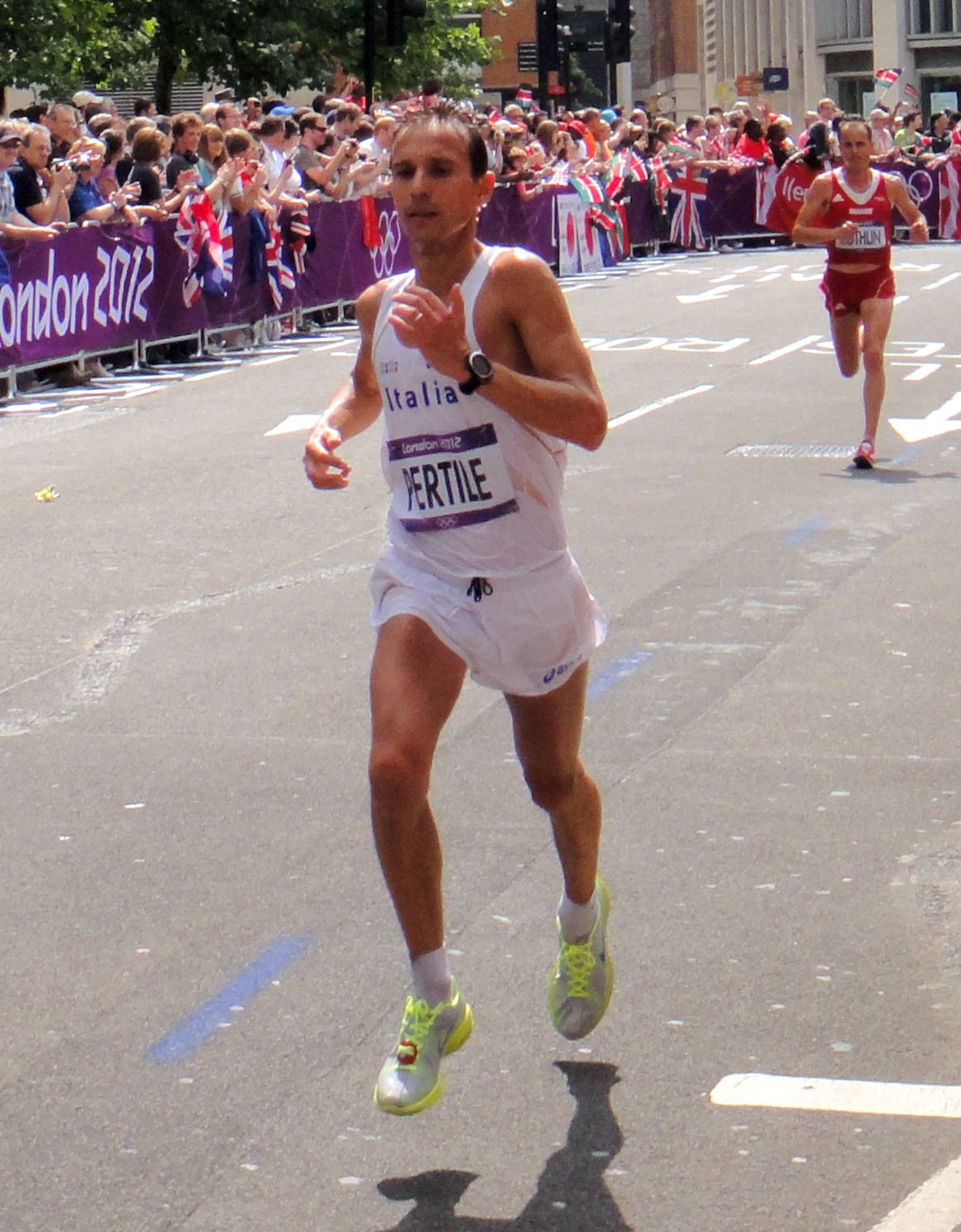
Der Italiener Ruggero Pertile erreichte den vierten Platz

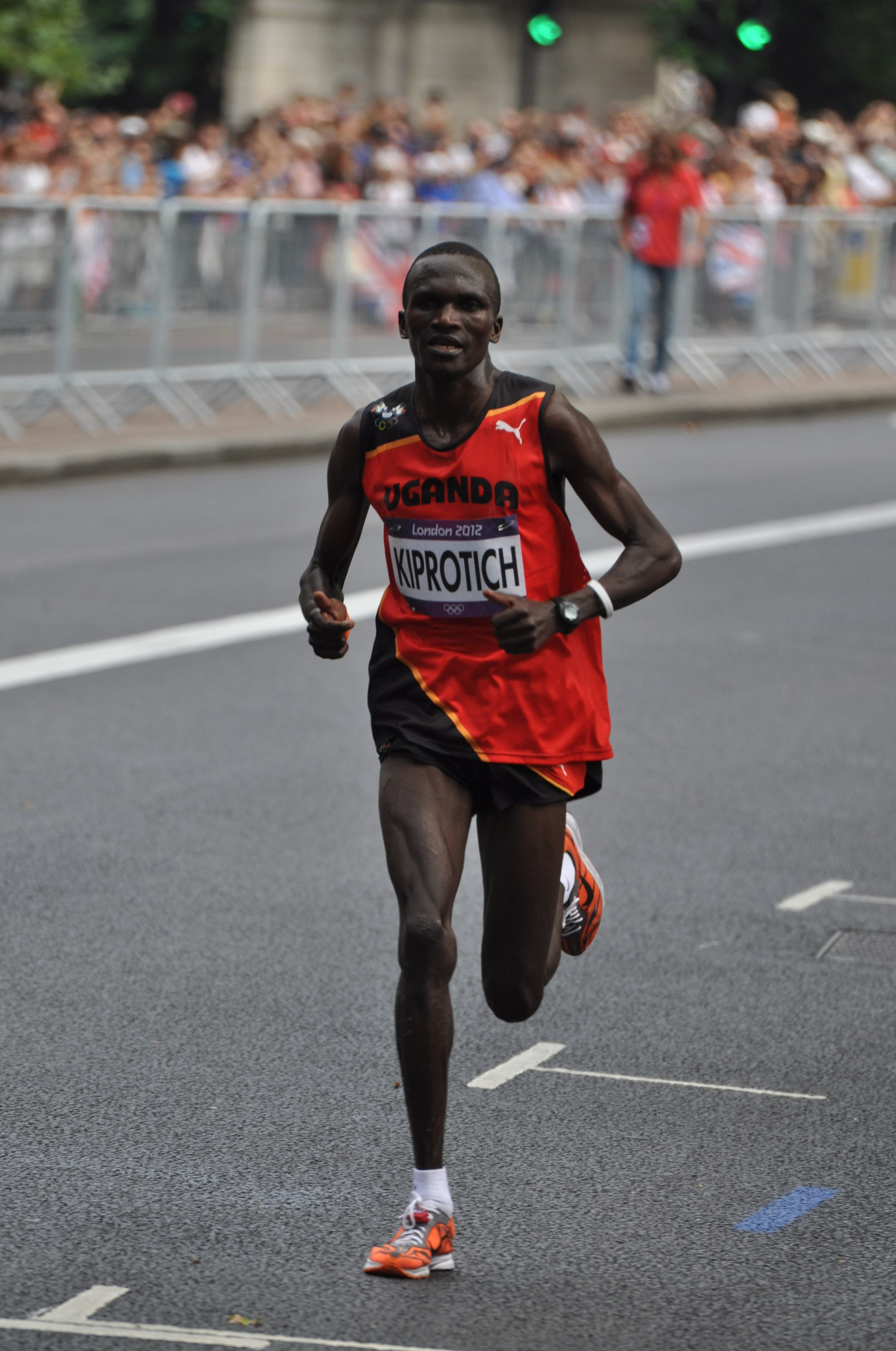
Der kenianische Titelverteidiger und Olympiasieger von 2012 Stephen Kiprotich musste diesmal mit Rang sechs zufrieden sein

| Platz | Athlet                      | Land                | Zeit (h)   |
| ----- | --------------------------- | ------------------- | ---------- |
|       | Ghirmay Ghebreslassie       | Eritrea             | 2:12:28    |
|       | Yemane Tsegay               | Äthiopien           | 2:13:08 SB |
|       | Munyo Solomon Mutai         | Uganda              | 2:13:30    |
| 04    | Ruggero Pertile             | Italien             | 2:14:23 SB |
| 05    | Shumi Dechasa               | Bahrain             | 2:14:36    |
| 06    | Stephen Kiprotich           | Uganda              | 2:14:43    |
| 07    | Lelisa Desisa               | Äthiopien           | 2:14:54    |
| 08    | Daniele Meucci              | Italien             | 2:14:54    |
| 09    | Amanuel Mesel               | Eritrea             | 2:15:07    |
| 10    | Jackson Kiprop              | Uganda              | 2:15:16    |
| 11    | Pak Chol                    | Nordkorea           | 2:15:44 SB |
| 12    | Alphonce Felix Simbu        | Tansania            | 2:16:58    |
| 13    | Javi Guerra                 | Spanien             | 2:17:00    |
| 14    | Tsepo Ramonene              | Lesotho             | 2:17:17 SB |
| 15    | Lemi Berhanu                | Äthiopien           | 2:17:37    |
| 16    | Abdelhadi El Hachimi        | Belgien             | 2:17:41    |
| 17    | Alexei Reunkow              | Russland            | 2:18:12    |
| 18    | Solonei da Silva            | Brasilien           | 2:19:20    |
| 19    | Tadesse Abraham             | Schweiz             | 2:19:25    |
| 20    | Roman Fosti                 | Estland             | 2:20:35    |
| 21    | Masakazu Fujiwara           | Japan               | 2:21:06 SB |
| 22    | Mark Korir                  | Kenia               | 2:21:20    |
| 23    | Cuthbert Nyasango           | Simbabwe            | 2:22:15 SB |
| 24    | Xu Wang                     | Volksrepublik China | 2:23:08    |
| 25    | Ian Burrel                  | USA                 | 2:23:17 SB |
| 26    | Pierre-Célestin Nihorimbere | Burundi             | 2:23:29    |
| 27    | Ezekiel Jafary              | Tansania            | 2:23:43 SB |
| 28    | Scott Smith                 | USA                 | 2:24:53 SB |
| 29    | Anuradha Cooray             | Sri Lanka           | 2:25:04    |
| 30    | Cephas Pasipamiri           | Simbabwe            | 2:25:05 SB |
| 31    | Roman Prodius               | Moldau              | 2:26:46    |
| 32    | Edwin Kipchirchir Kemboi    | Österreich          | 2:28:06    |
| 33    | Ho Chin-Ping                | Chinesisch Taipeh   | 2:28:14    |
| 34    | Guan Siyang                 | Volksrepublik China | 2:30:17    |
| 35    | Henri Manninen              | Finnland            | 2:30:22 SB |
| 36    | David Nilsson               | Schweden            | 2:31:24    |
| 37    | Gilbert Mutandiro           | Simbabwe            | 2:31:35    |
| 38    | Bat-Otschiryn Ser-Od        | Mongolei            | 2:32:09    |
| 39    | Noh Si-hwan                 | Südkorea            | 2:32:35    |
| 40    | Kazuhiro Maeda              | Japan               | 2:32:49    |
| 41    | Desmond Mokgobu             | Südafrika           | 2:34:11    |
| 42    | Fabiano Joseph              | Tansania            | 2:35:27 SB |
| DNF   | Wissem Hosni                | Tunesien            |            |
| DNF   | Bekir Karayel               | Türkei              |            |
| DNF   | Abraham Kiplimo             | Uganda              |            |
| DNF   | Edmilson Santana            | Brasilien           |            |
| DNF   | Iwan Babaryka               | Ukraine             |            |
| DNF   | Oleksandr Babarynka         | Ukraine             |            |
| DNF   | Jeffrey Eggleston           | USA                 |            |
| DNF   | Sibusiso Nzima              | Südafrika           |            |
| DNF   | Gilberto Lopes              | Brasilien           |            |
| DNF   | Muhan Hasi                  | Volksrepublik China |            |
| DNF   | Richer Pérez                | Kuba                |            |
| DNF   | Beraki Beyene               | Eritrea             |            |
| DNF   | Carles Castillejo           | Spanien             |            |
| DNF   | Michail Krassilow           | Kasachstan          |            |
| DNF   | Yu Seung-yeop               | Südkorea            |            |
| DNF   | Dennis Kipruto Kimetto      | Kenia               |            |
| DNF   | Wilson Kipsang Kiprotich    | Kenia               |            |
| DNF   | Mohammad Jaafar Moradi      | Iran                |            |
| DNF   | Aadam Ismaeel Khamis        | Bahrain             |            |
| DNF   | Ali Hasan Mahbood           | Bahrain             |            |
| DNF   | Rachid Kisri                | Marokko             |            |
| DNF   | Abel Villanueva             | Peru                |            |
| DNF   | Marius Ionescu              | Rumänien            |            |
| DNF   | Thabiso Benedict Moeng      | Südafrika           |            |
| DOP   | Adil Annani                 | Marokko             | DNF        |
| DNS   | Guor Marial                 | Südsudan            |            |

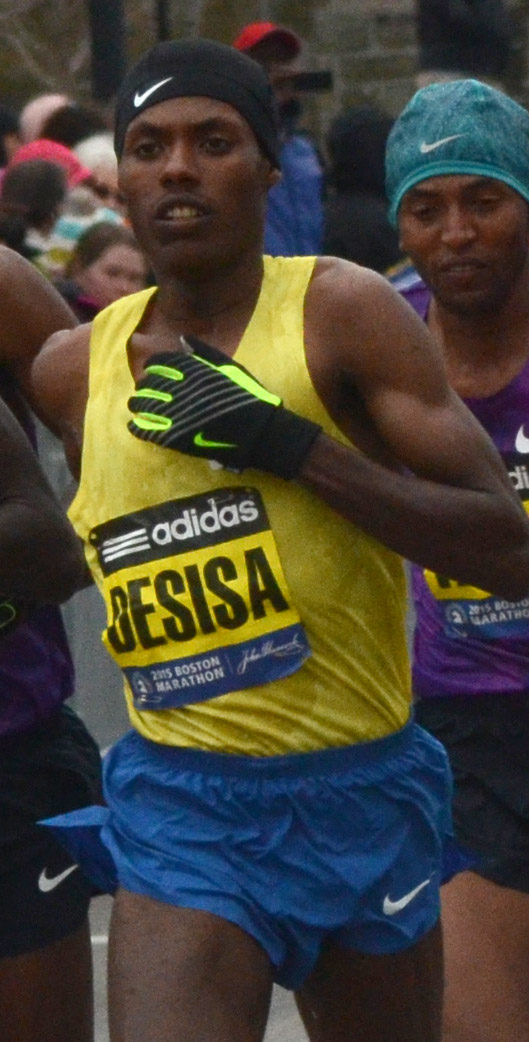
Lelisa Desisa belegte Rang sieben
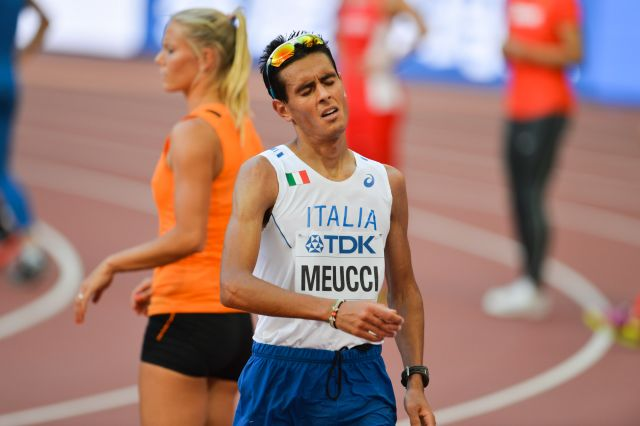
Ein etwas enttäuschter Daniele Meucci – als Europameister immerhin auf dem achten Platz
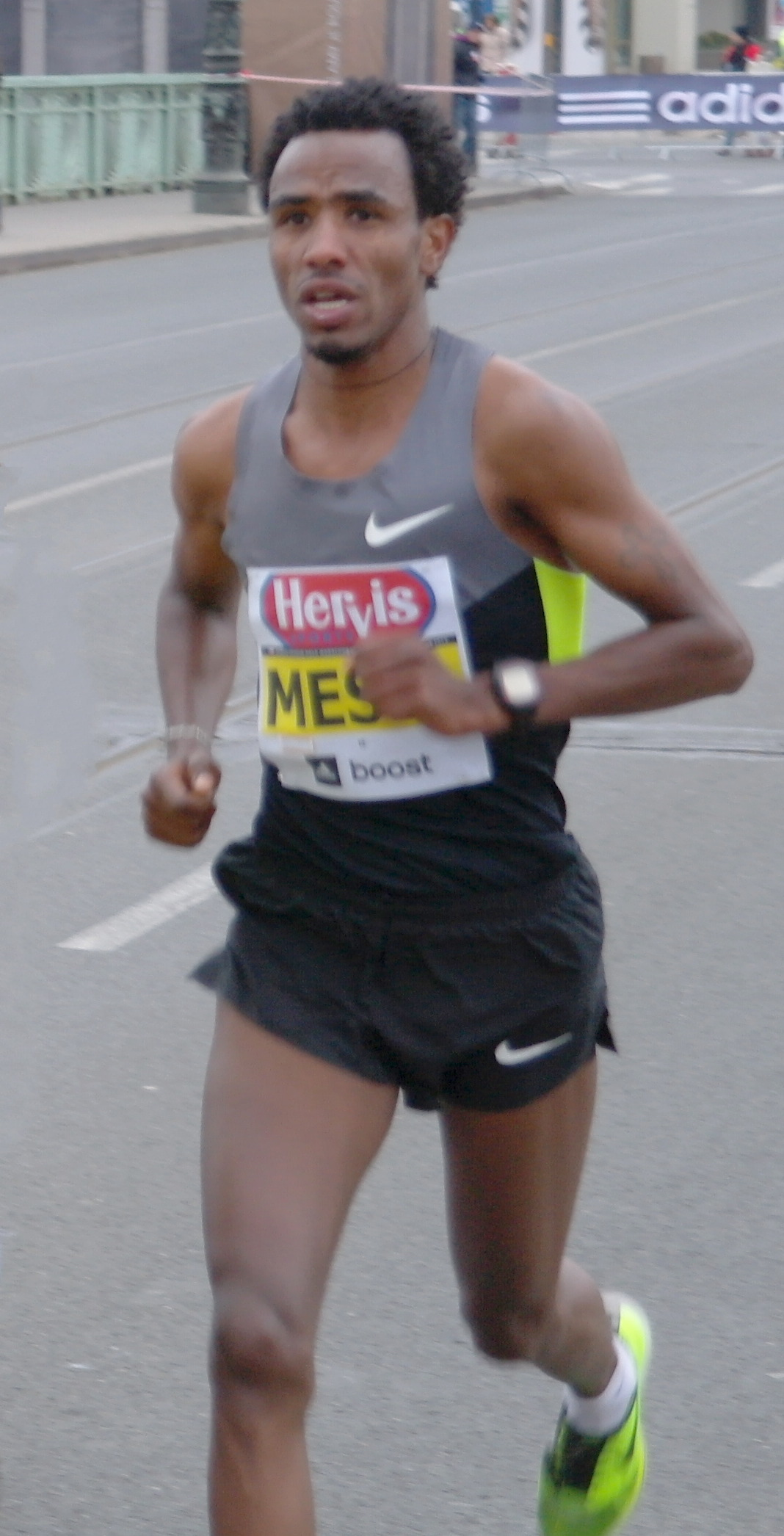
Amanuel Mesel kam auf den neunten Rang
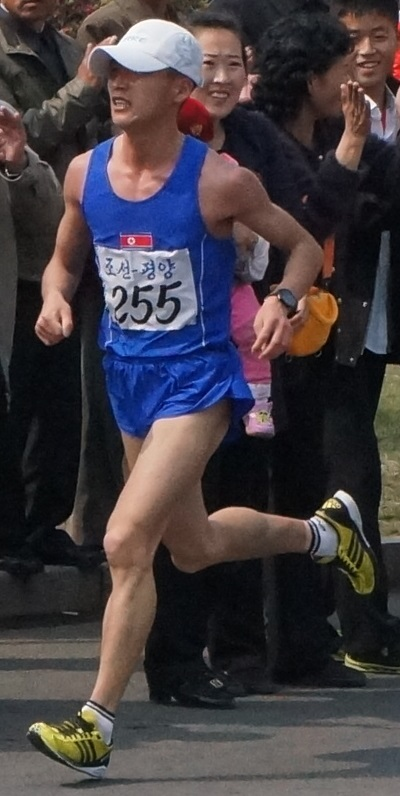
Pak Chol erreichte Platz elf
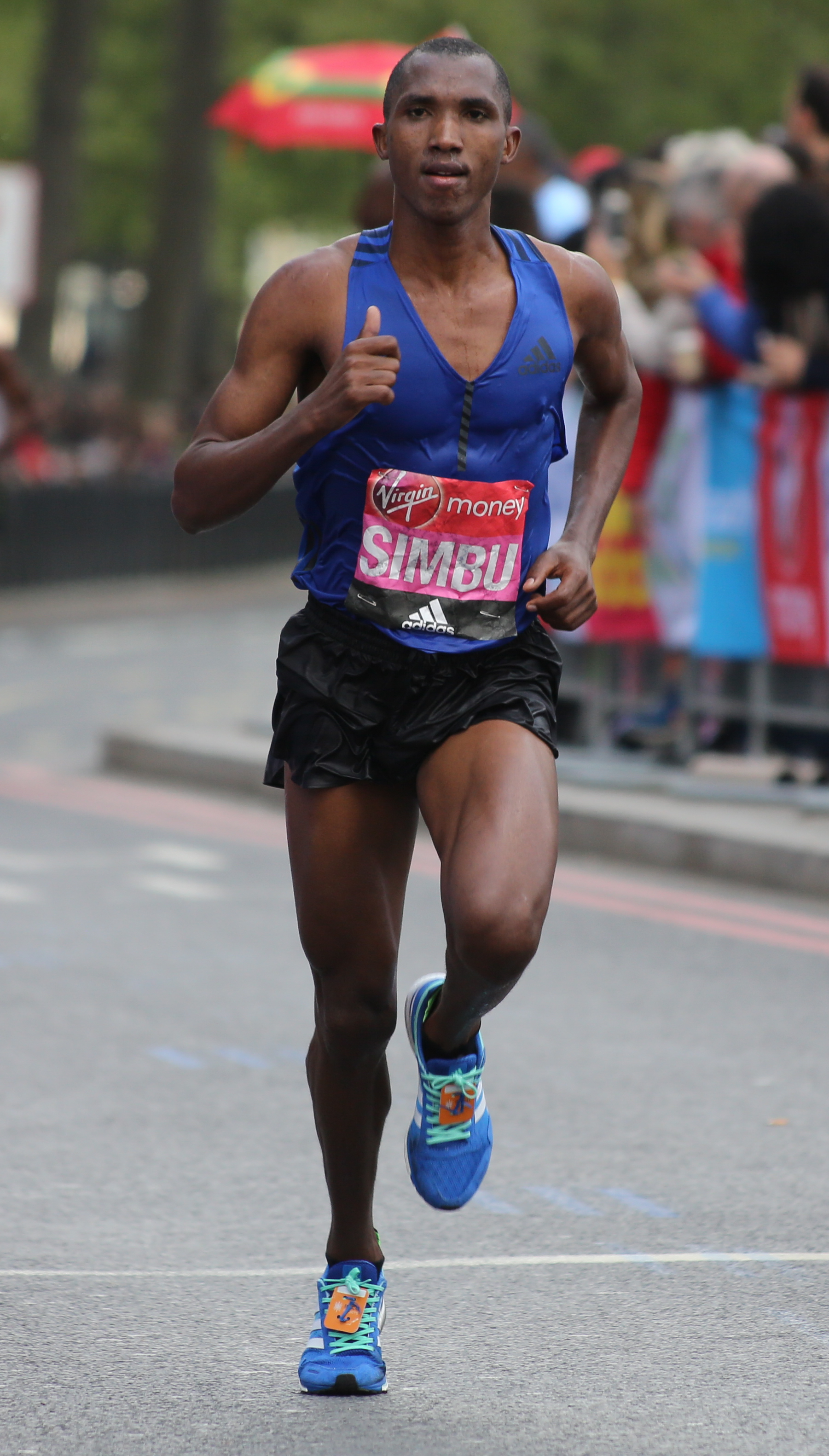
Rang zwölf für Alphonce Simbu
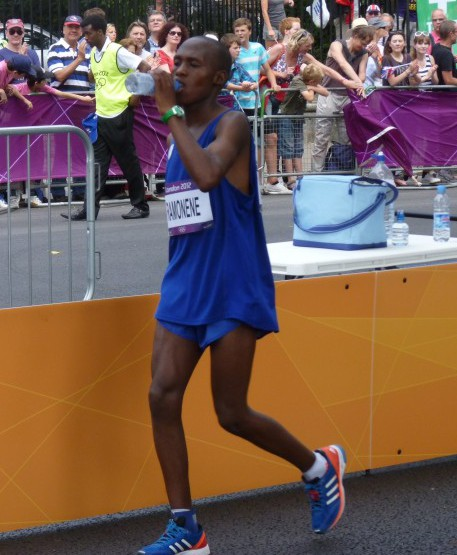
Der bis sechs Kilometer vor dem Ziel führende Tsepo Ramonene wurde Vierzehnter
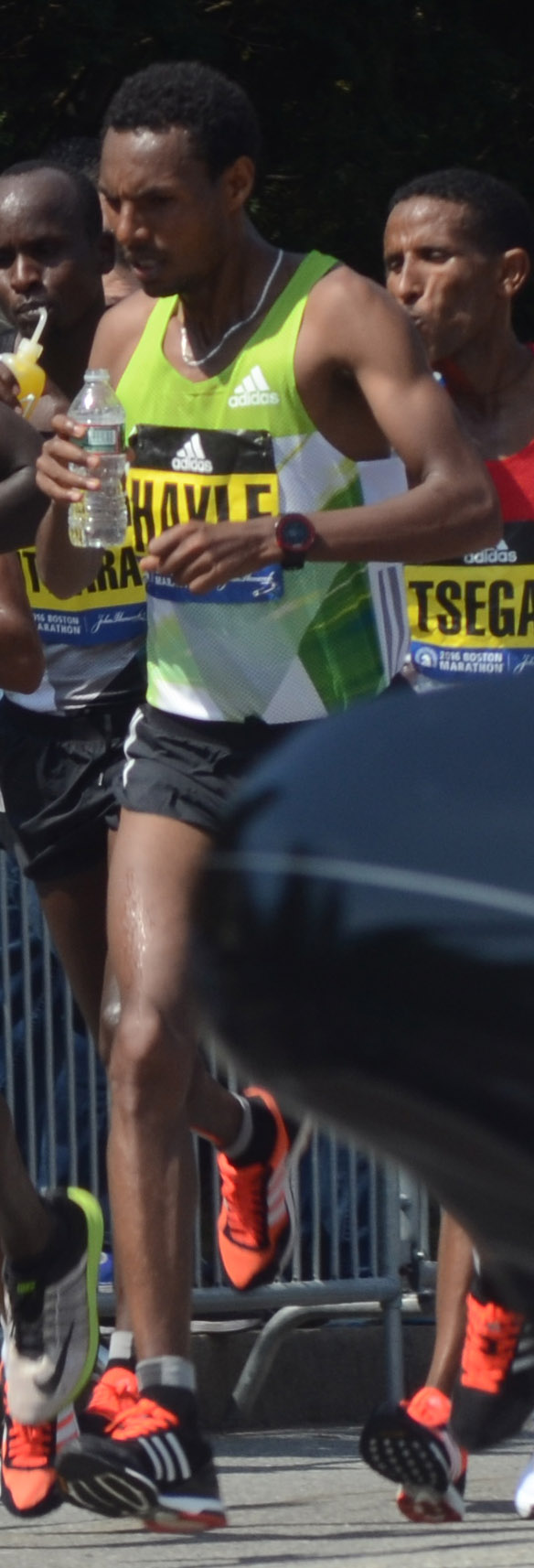
Lemi Berhanu – Platz fünfzehn
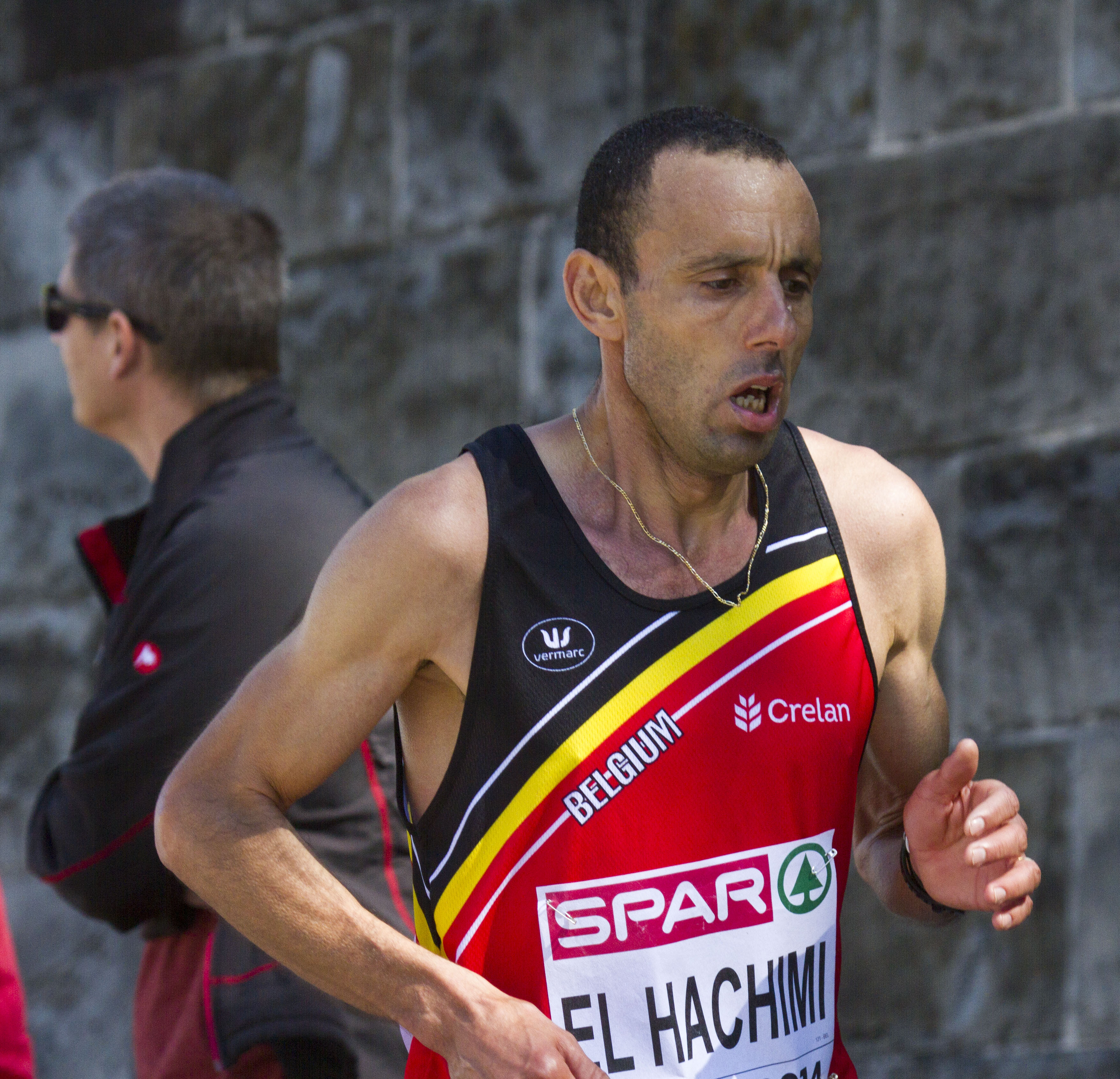
Abdelhadi El Hachimi kam auf den sechzehnten Platz
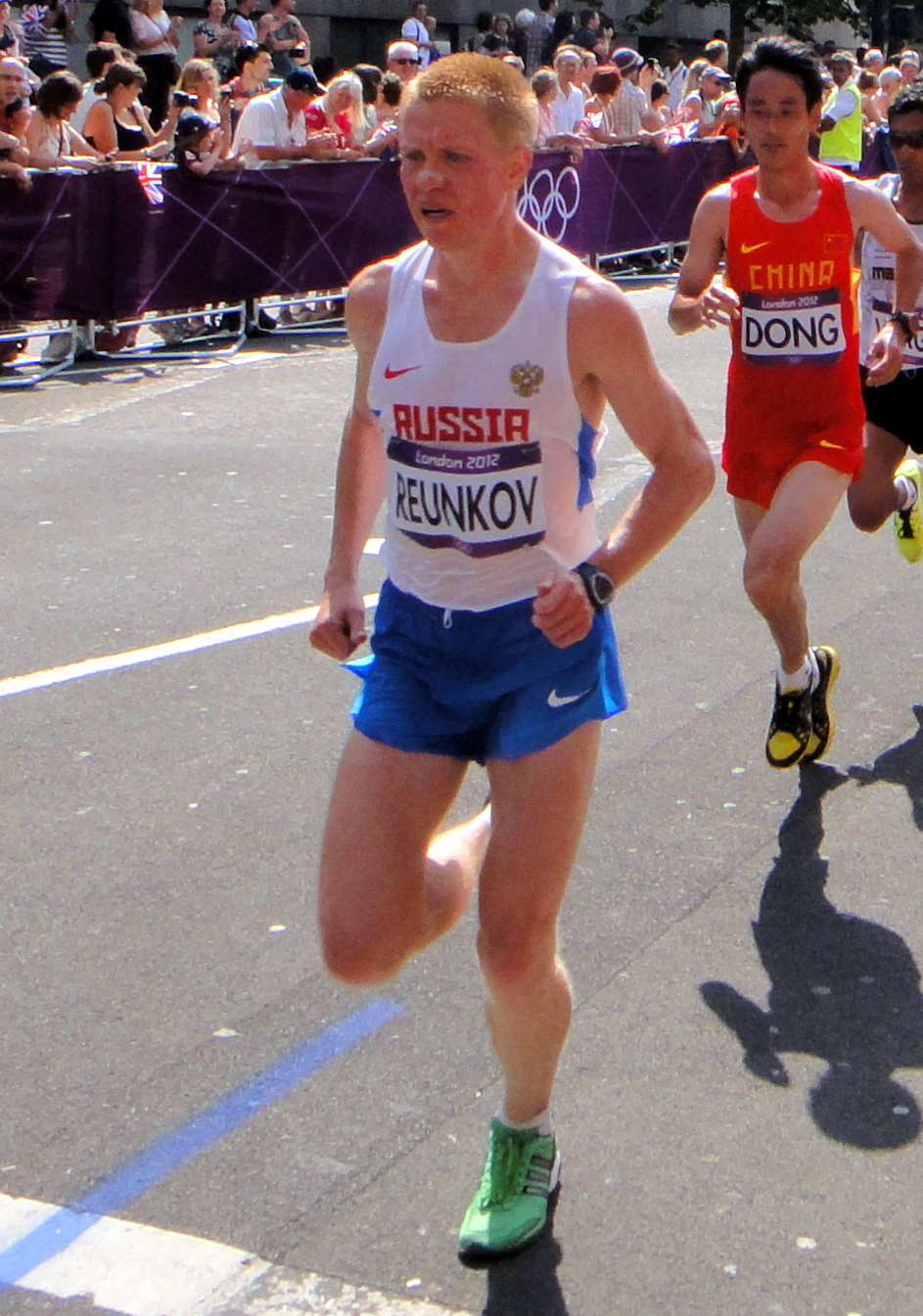
Alexei Reunkow – Platz siebzehn
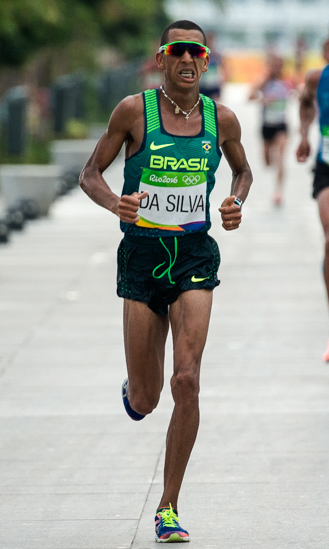
Solonei da Silva belegte Rang achtzehn
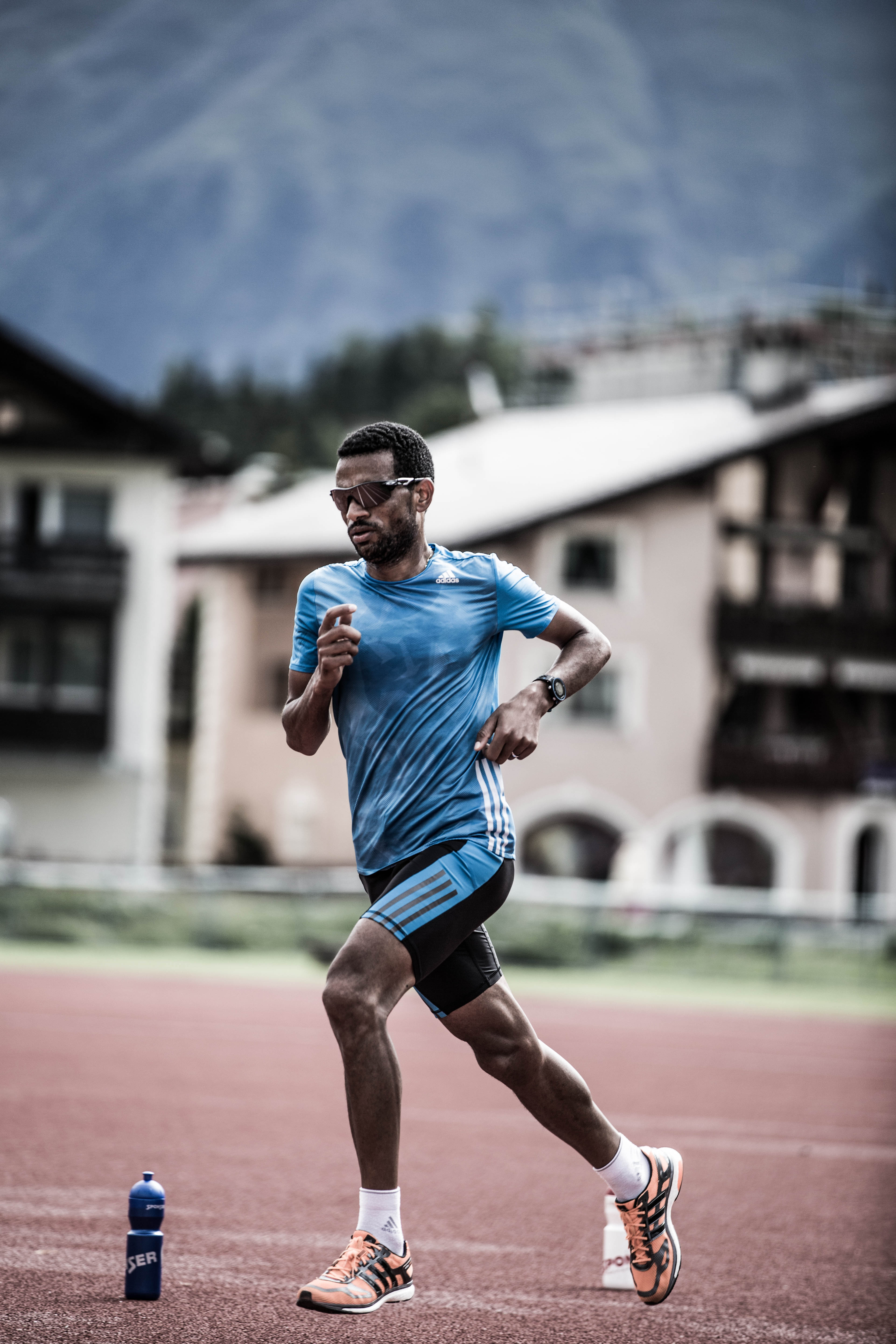
Tadesse Abraham wurde Neunzehnter
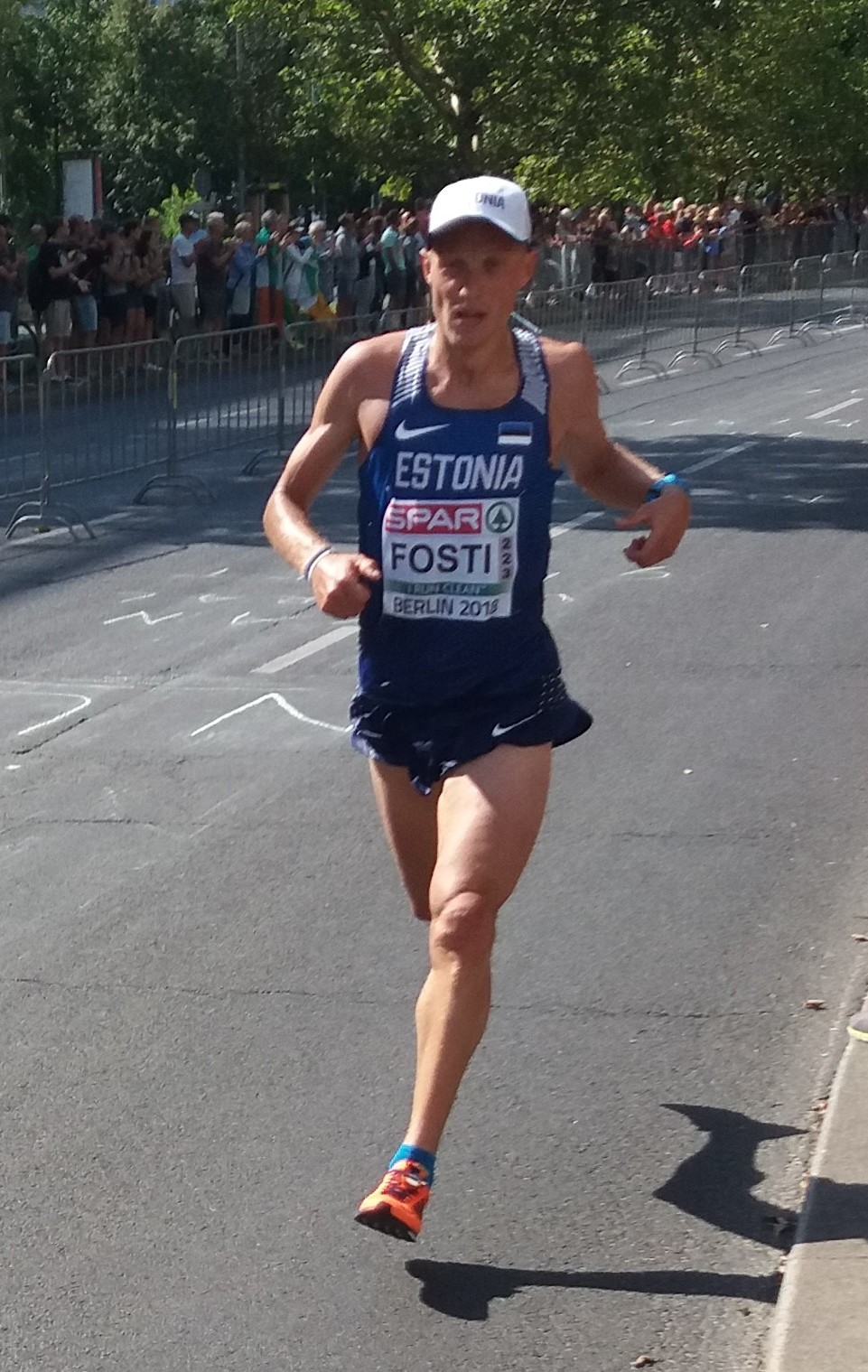
Roman Fosti – Platz zwanzig
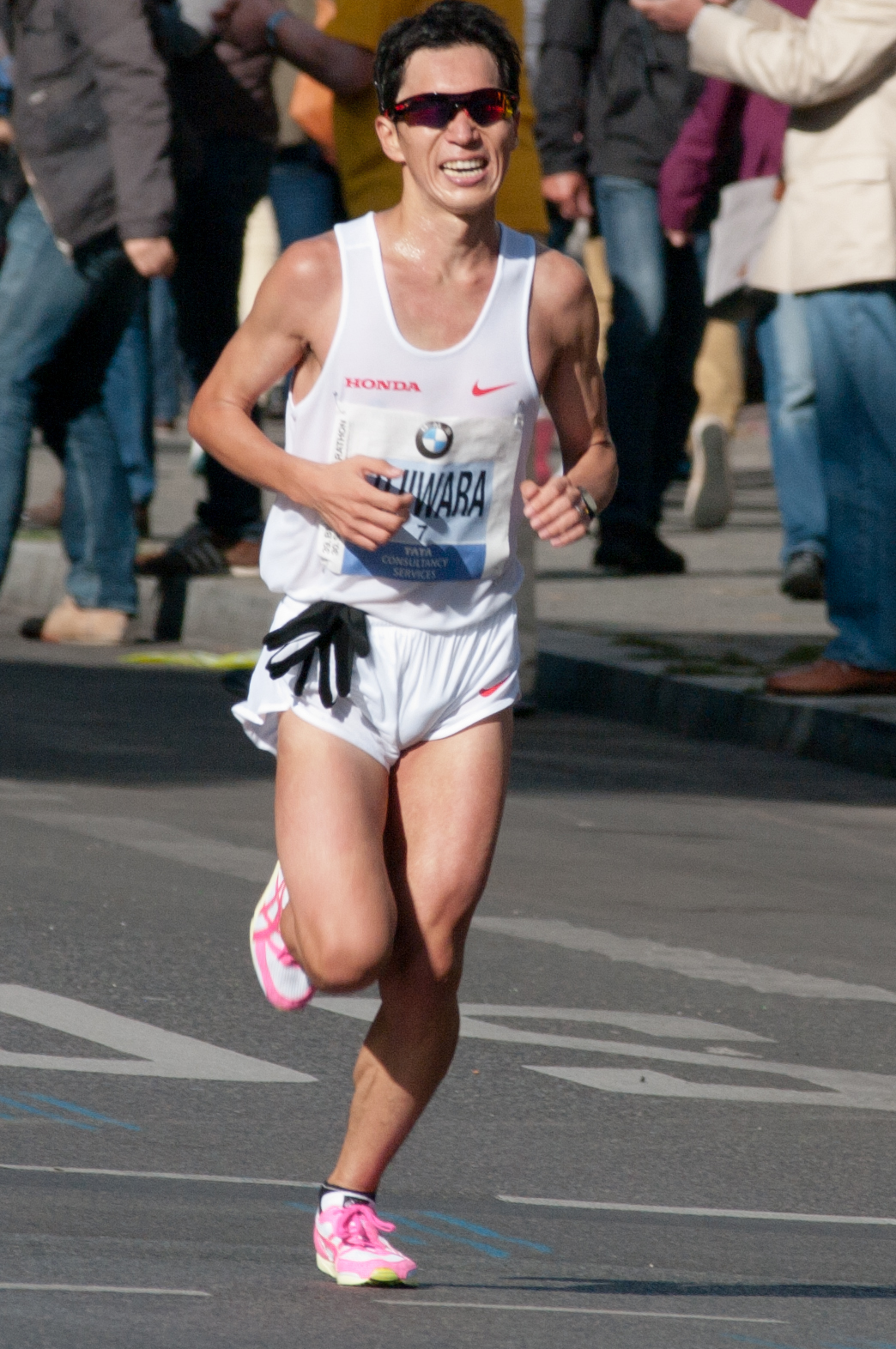
Als bester Japaner kam Masakazu Fujiwara auf Platz 21
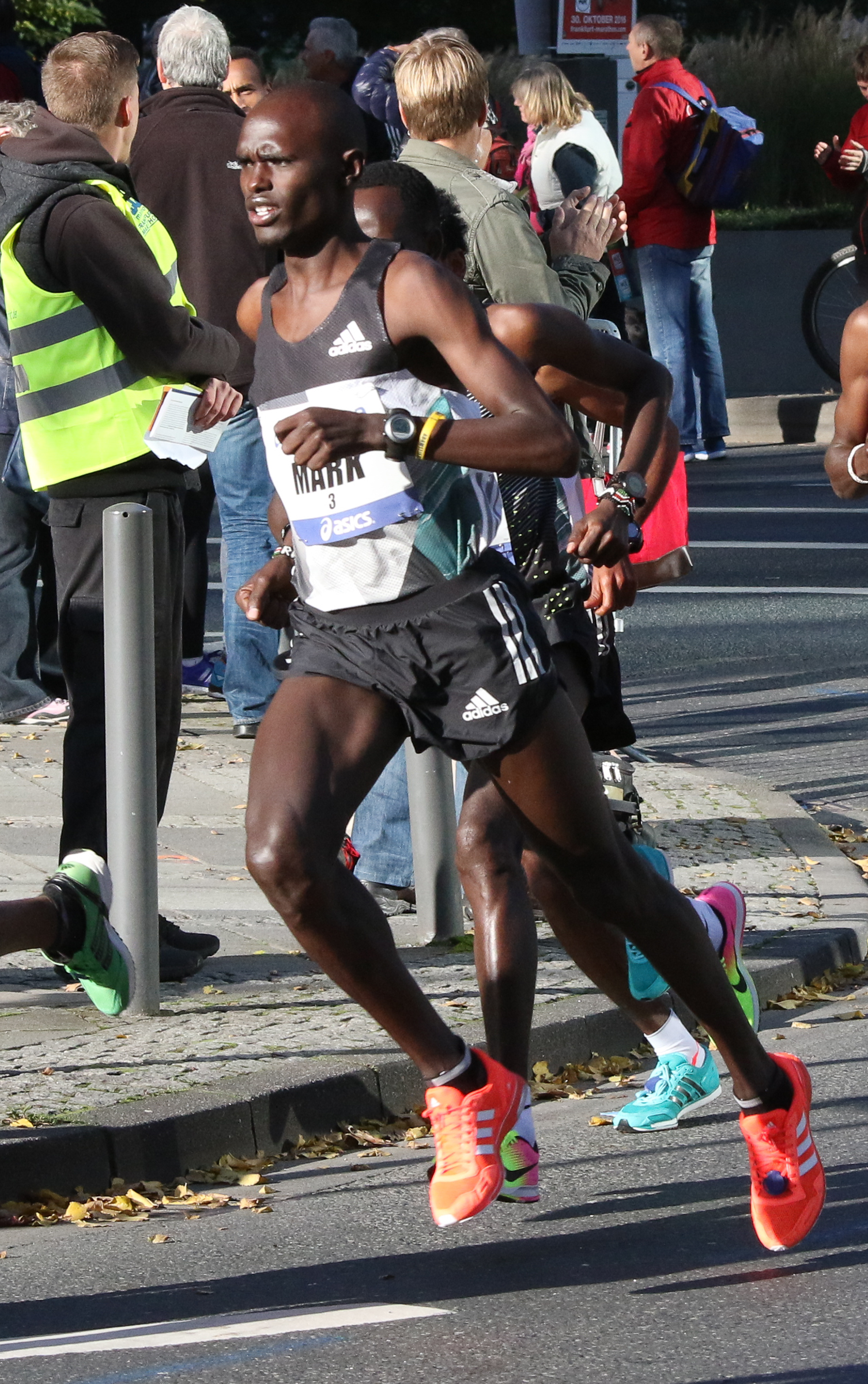
Mark Korir – Platz 22
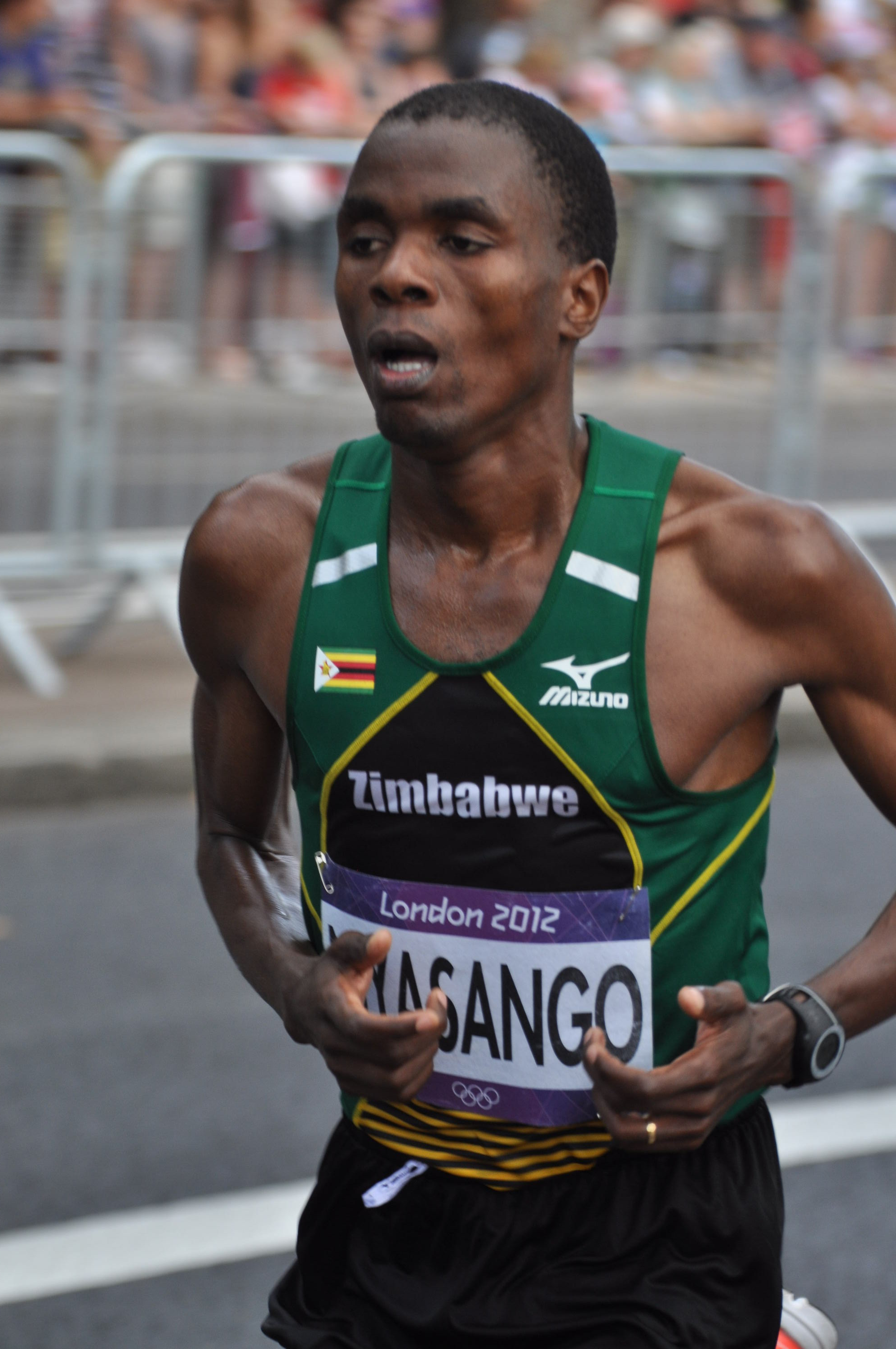
Cuthbert Nyasango – Platz 23
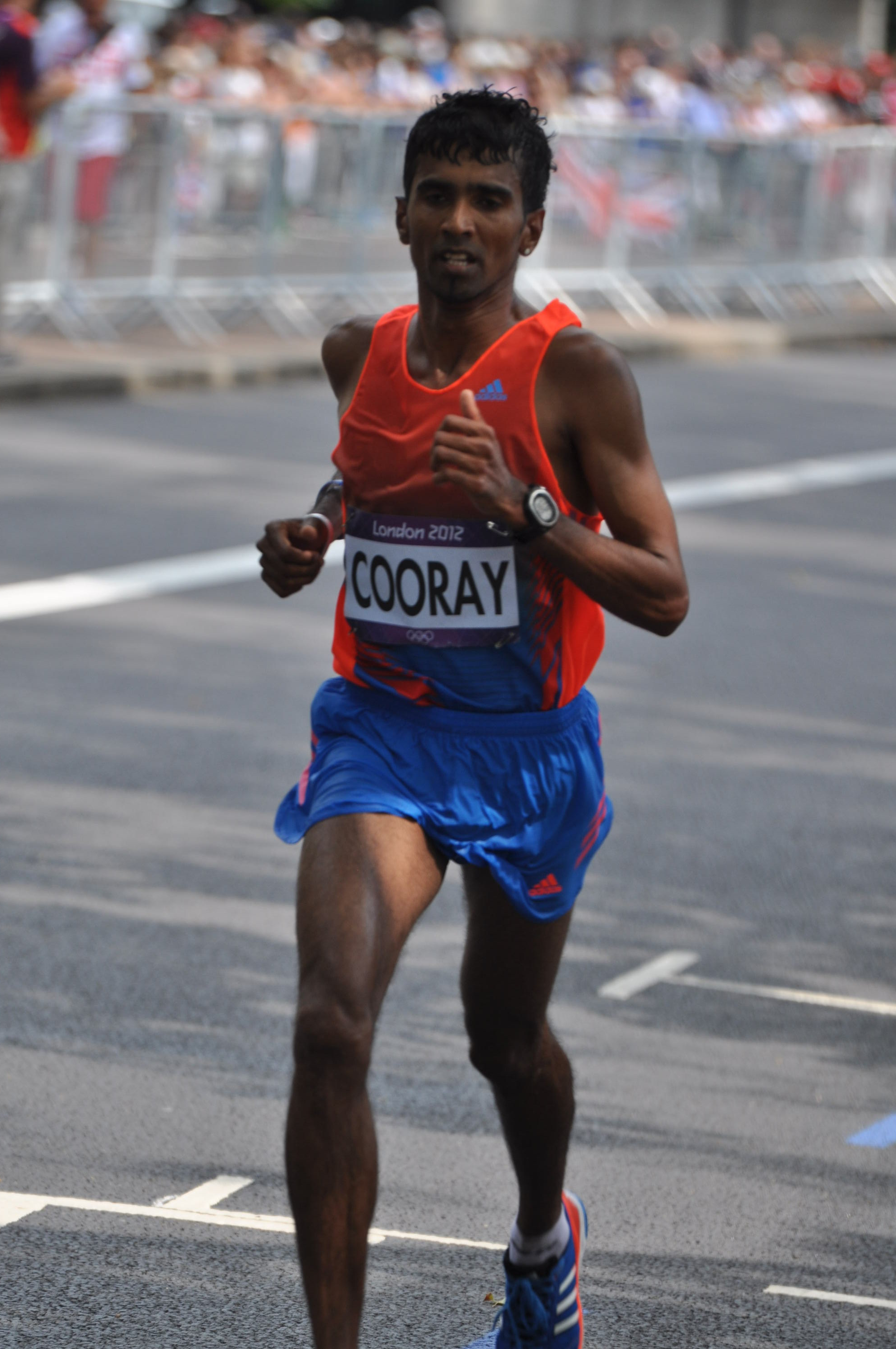
Anuradha Cooray – Platz 29
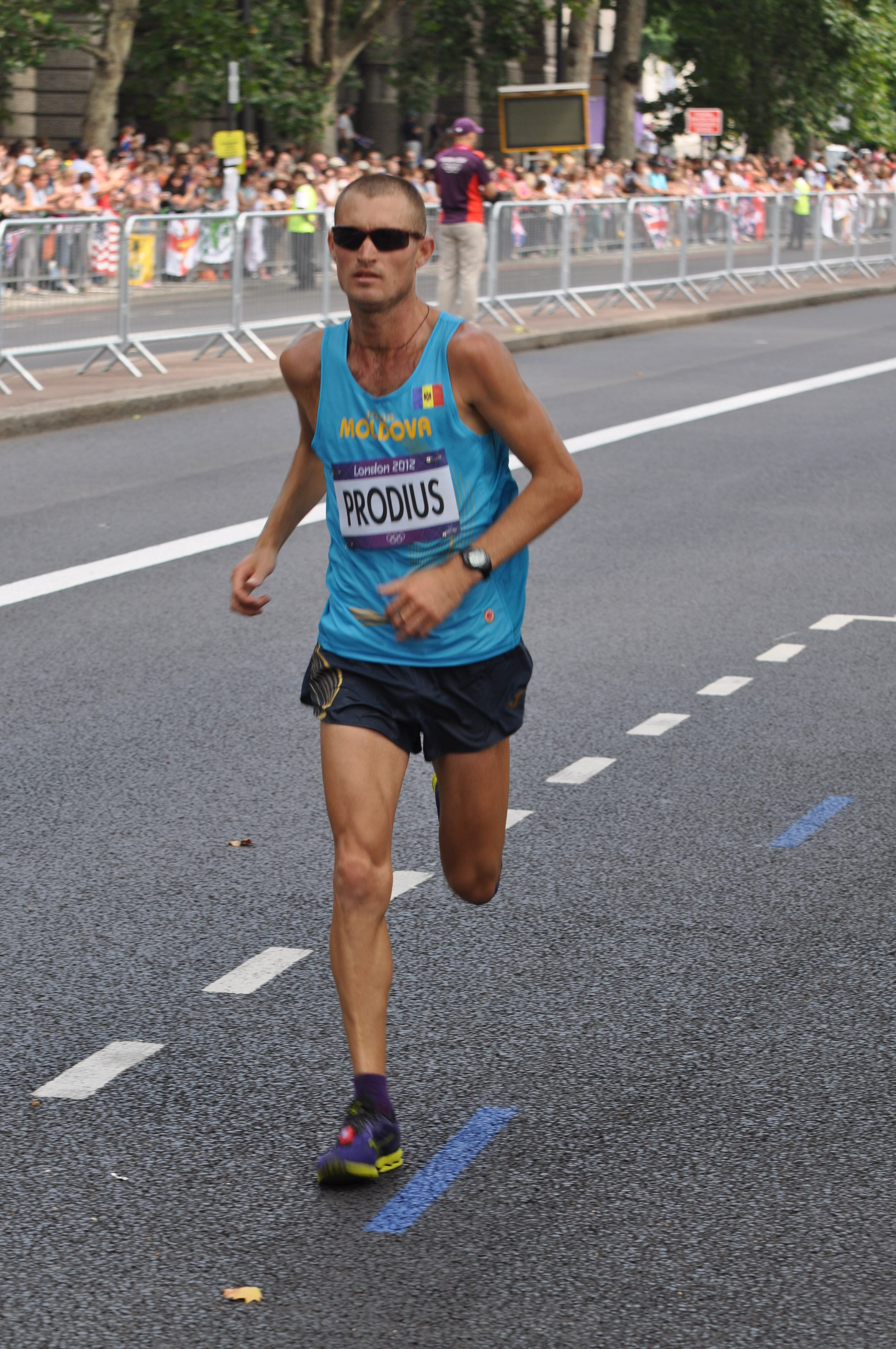
Roman Prodius – Platz 31
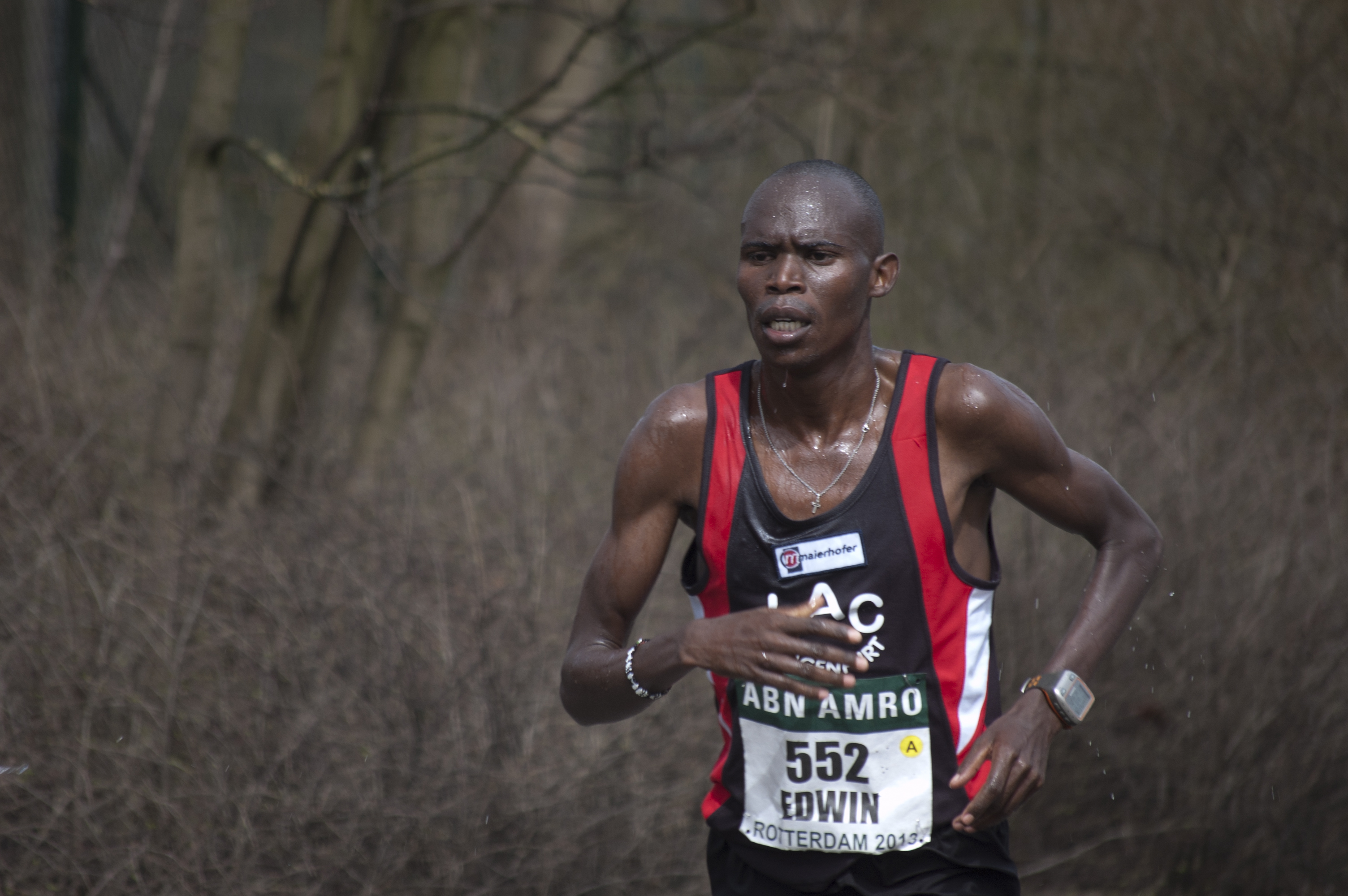
Edwin Kemboi lief auf Rang 32 ins Ziel
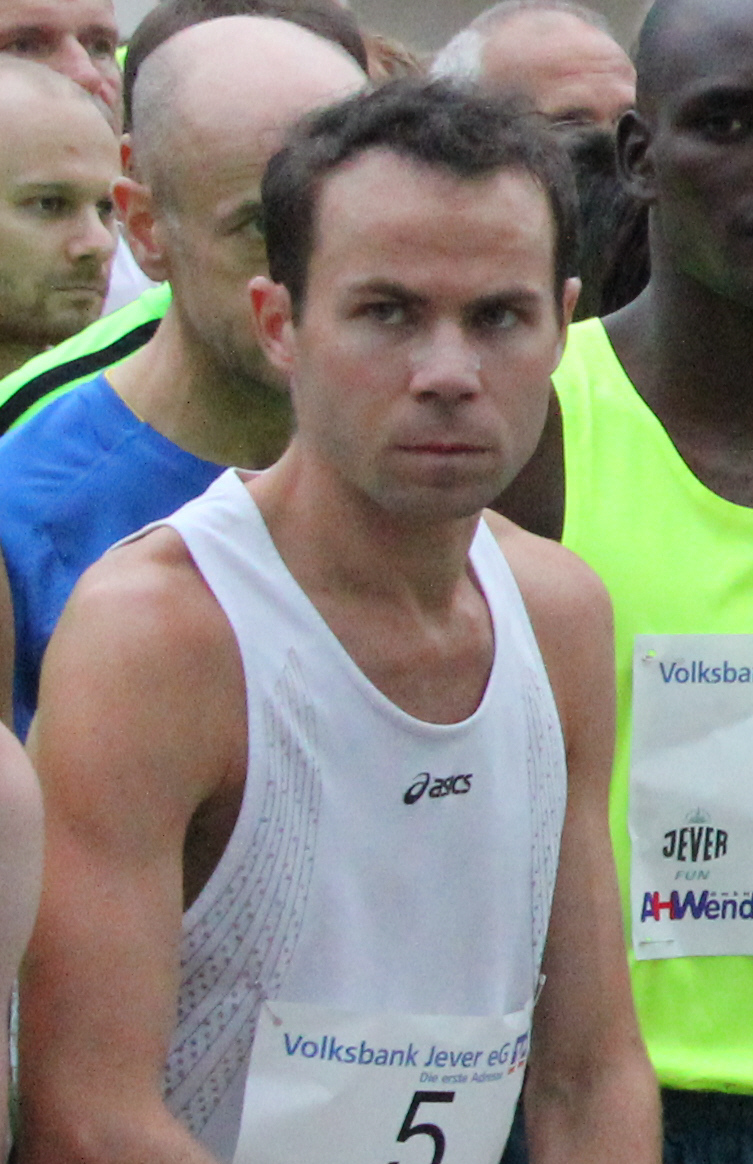
Henri Manninen – Platz 35
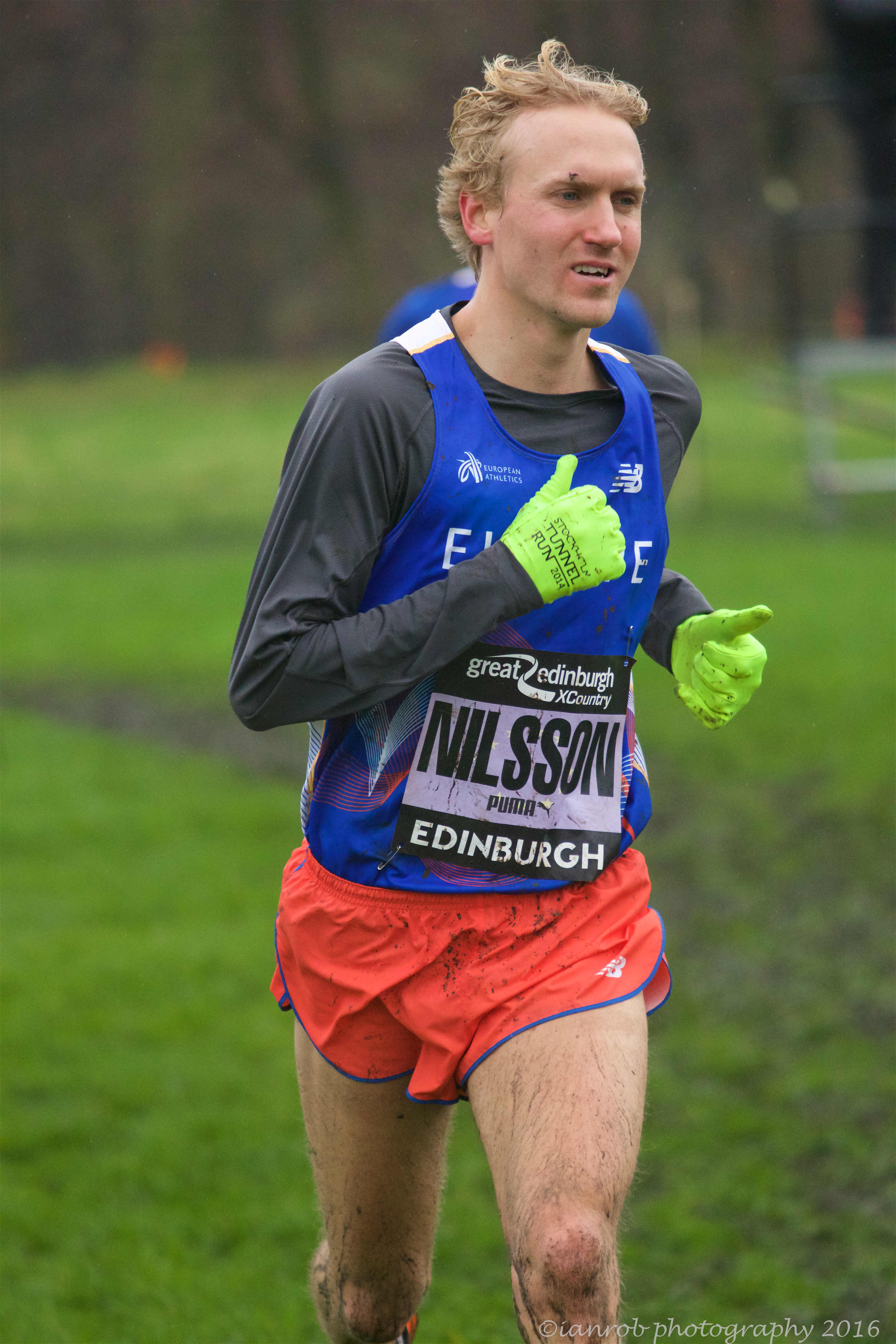
David Nilsson belegte Platz 36
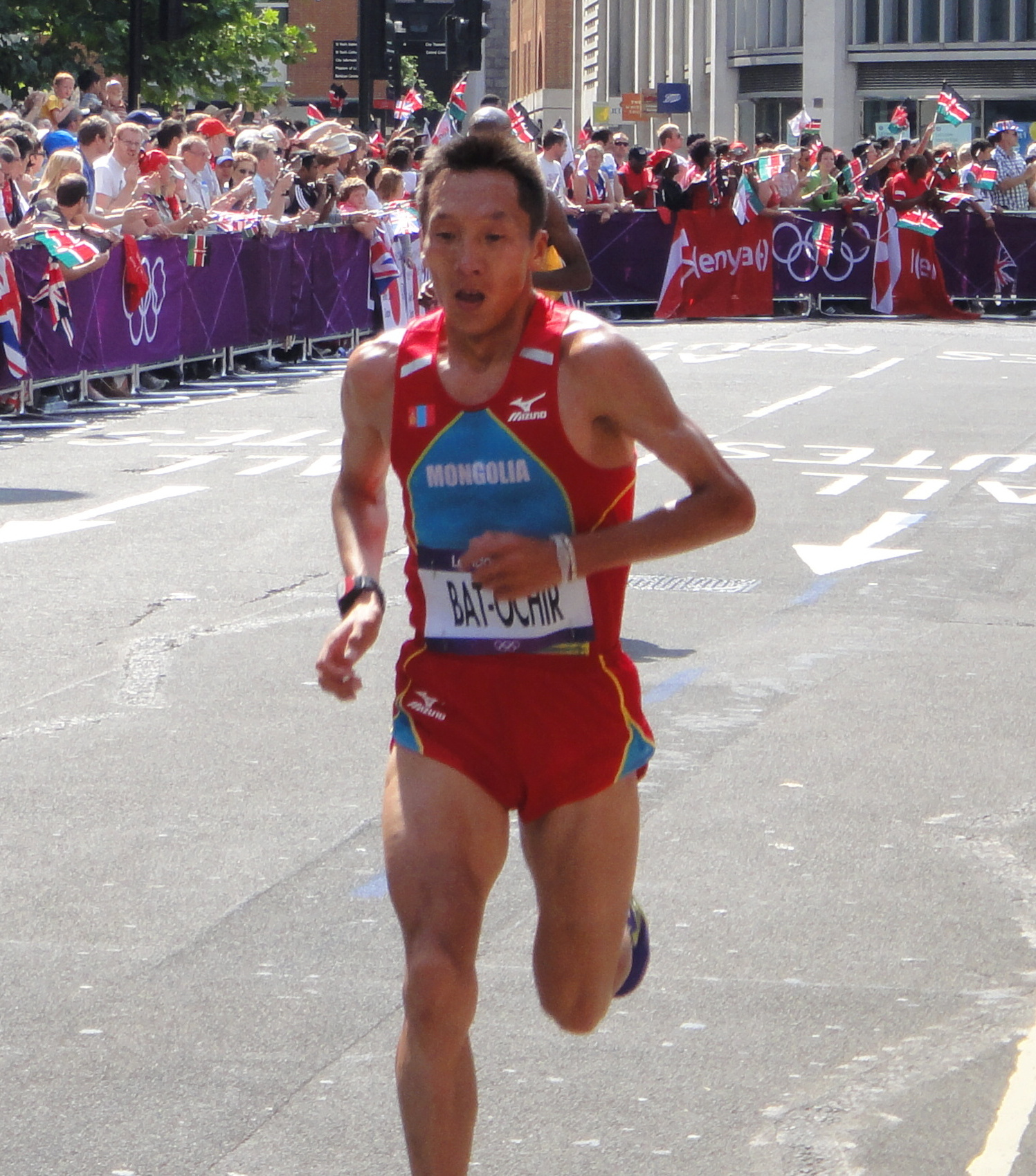
Bat-Otschiryn Ser-Od – Platz 38
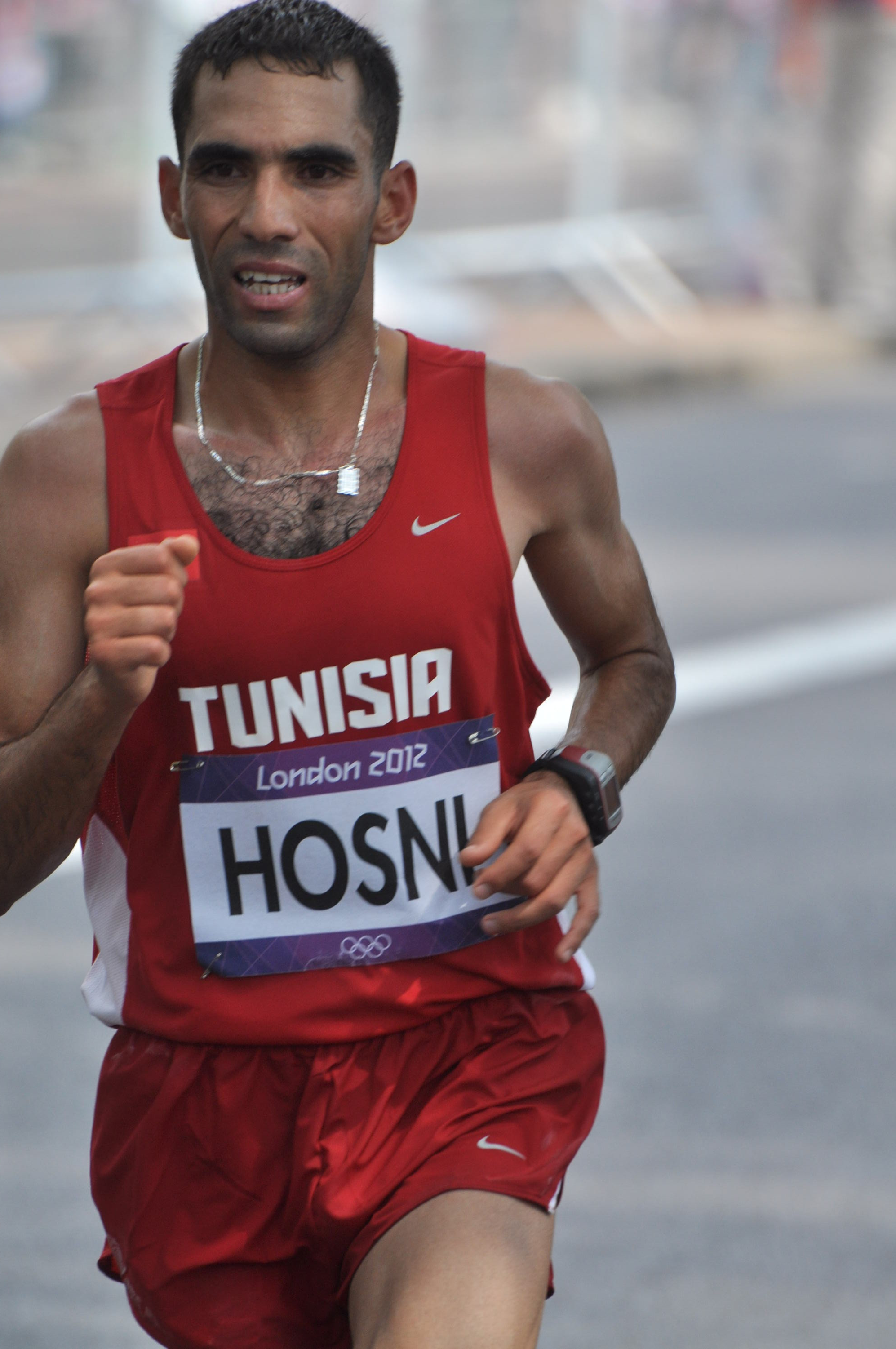
Wissem Hosni – nicht im Ziel
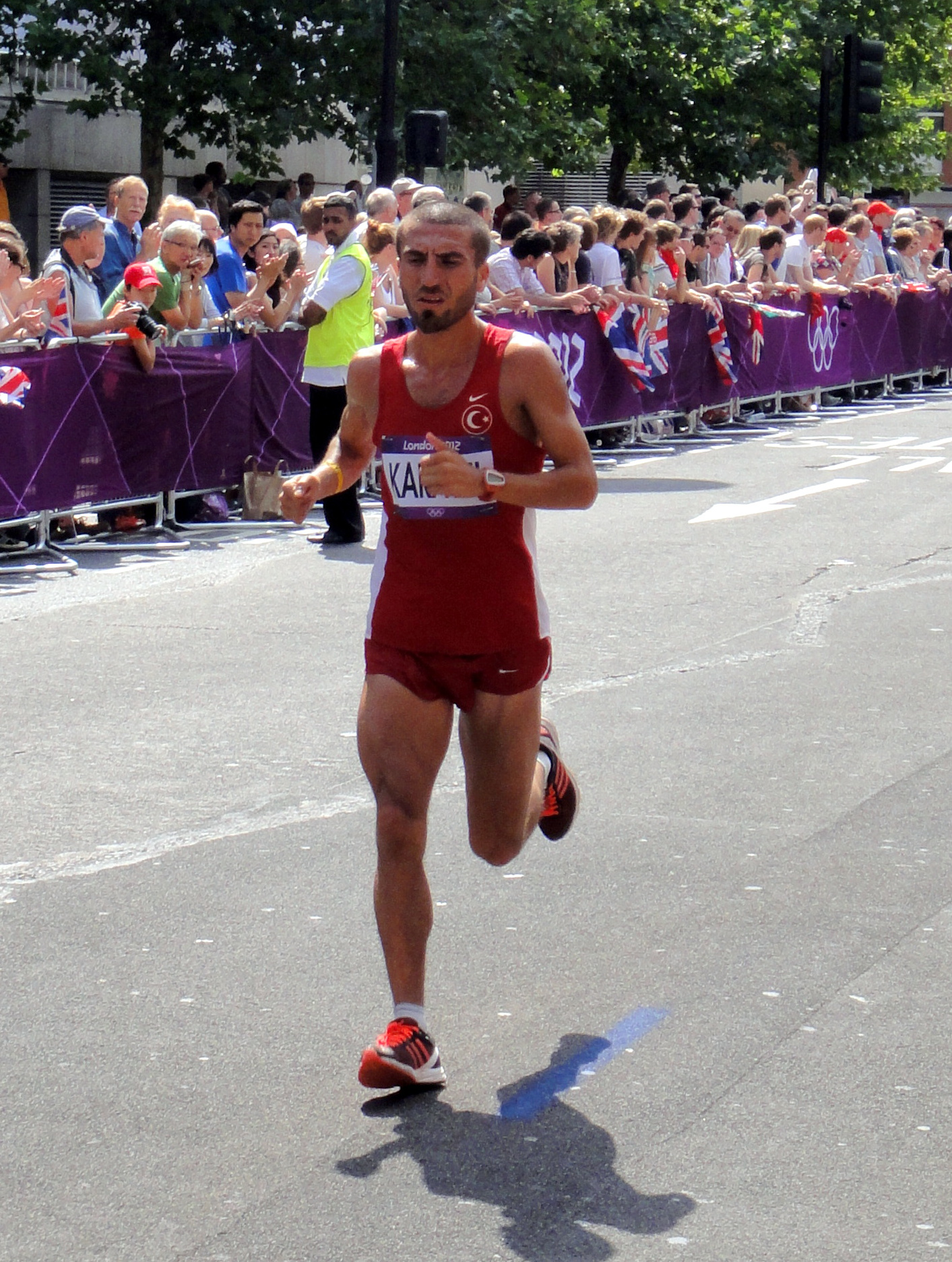
Bekir Karayel – nicht im Ziel
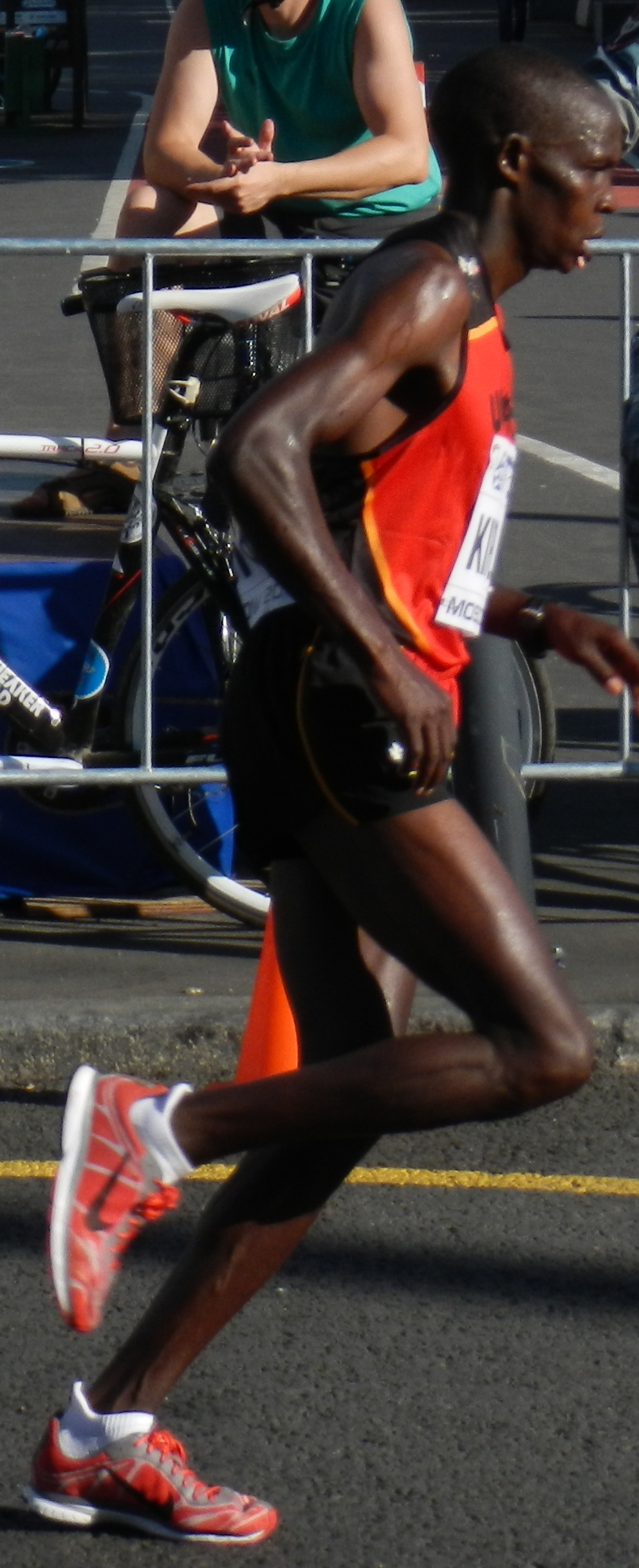
Abraham Kiplimo – nicht im Ziel
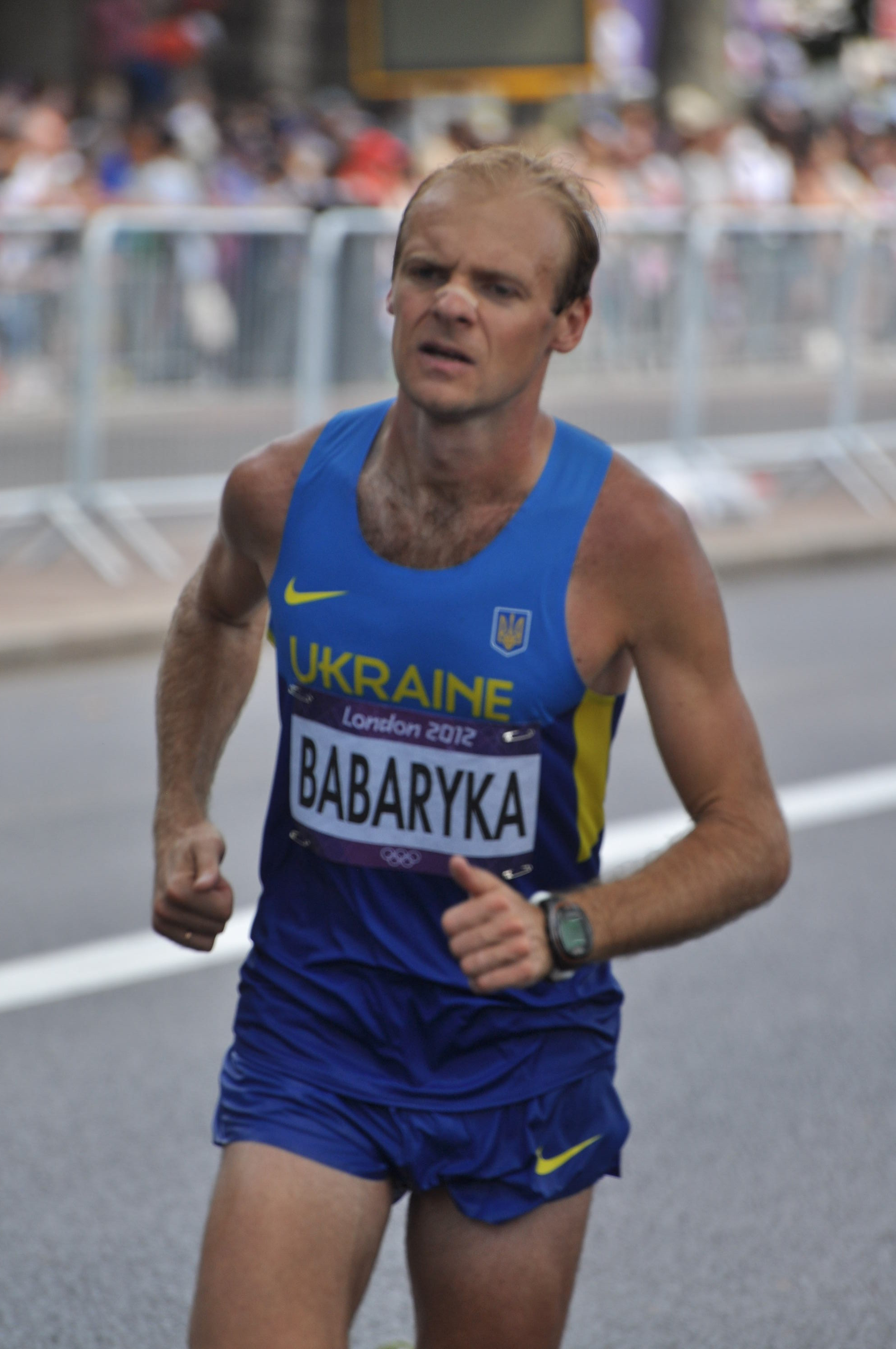
Iwan Babaryka – nicht im Ziel
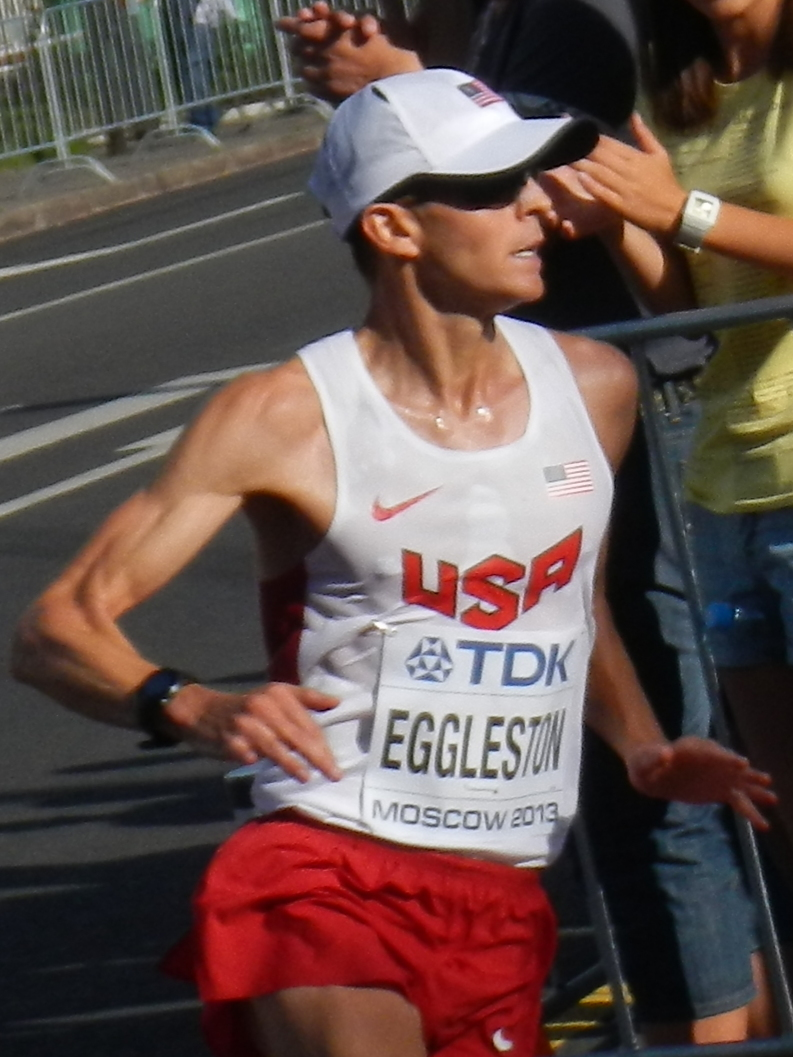
Jeffrey Eggleston – nicht im Ziel
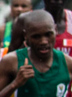
Sibusiso Nzima – nicht im Ziel
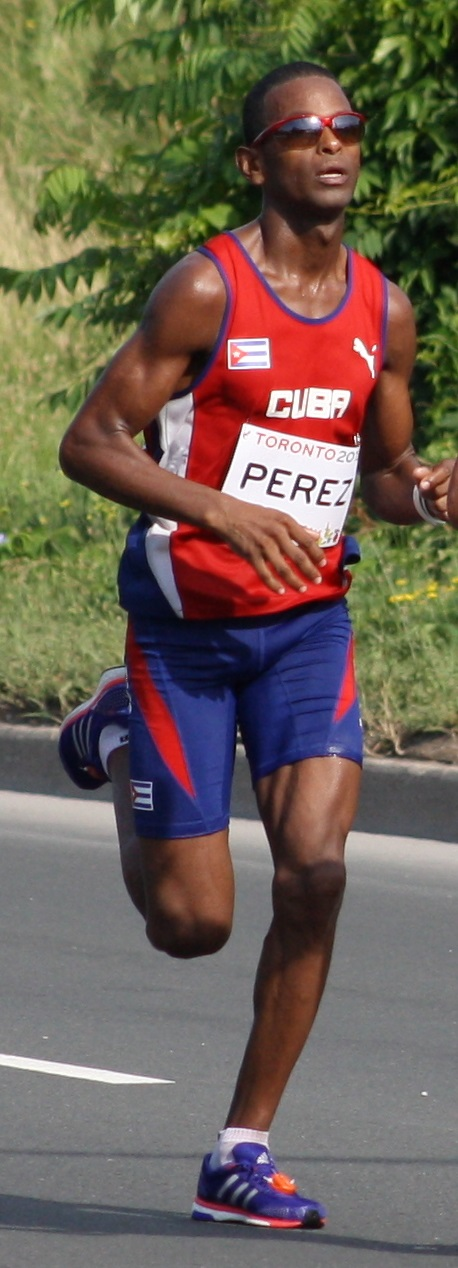
Richer Pérez – nicht im Ziel
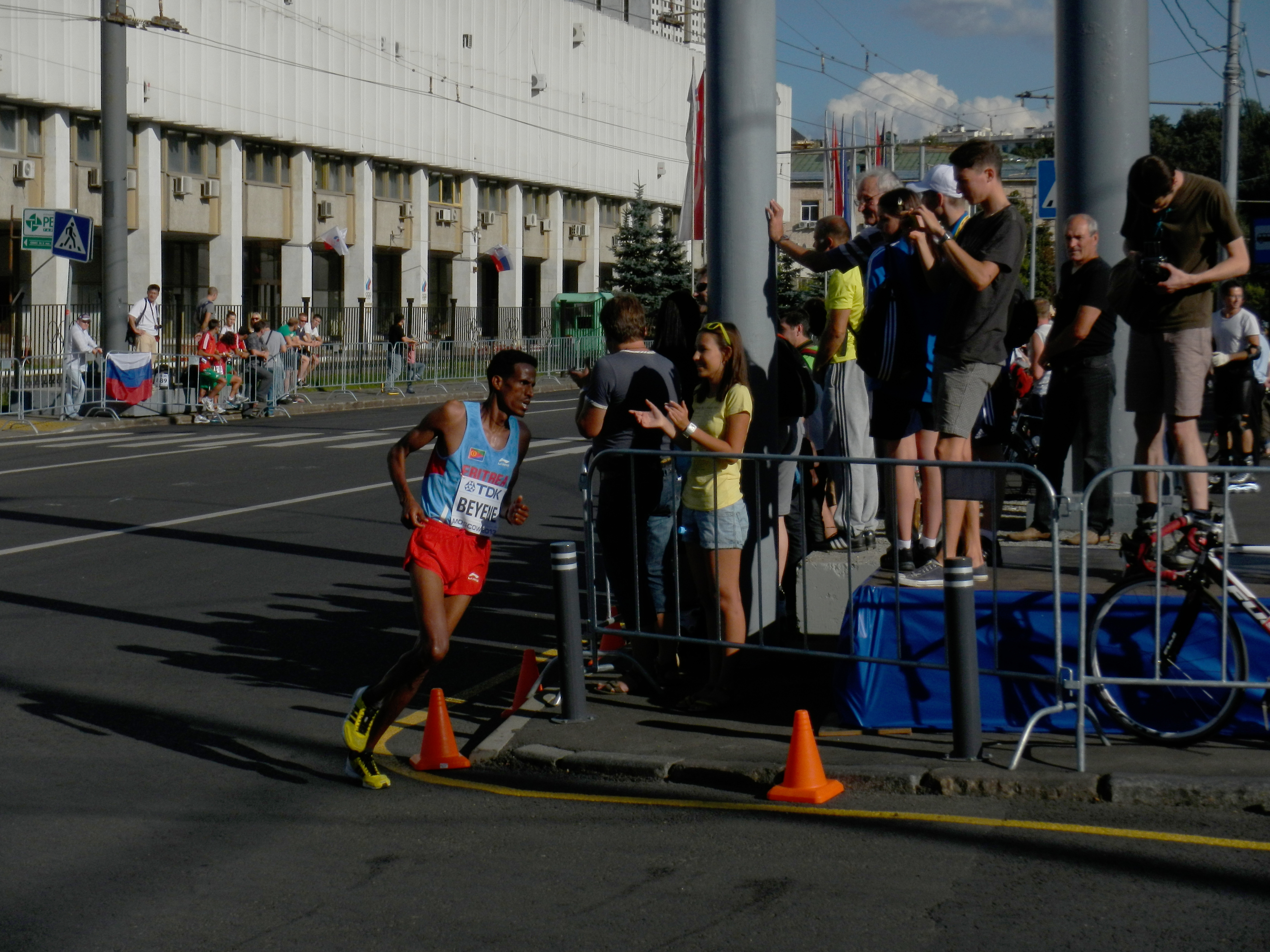
Beraki Beyene – nicht im Ziel
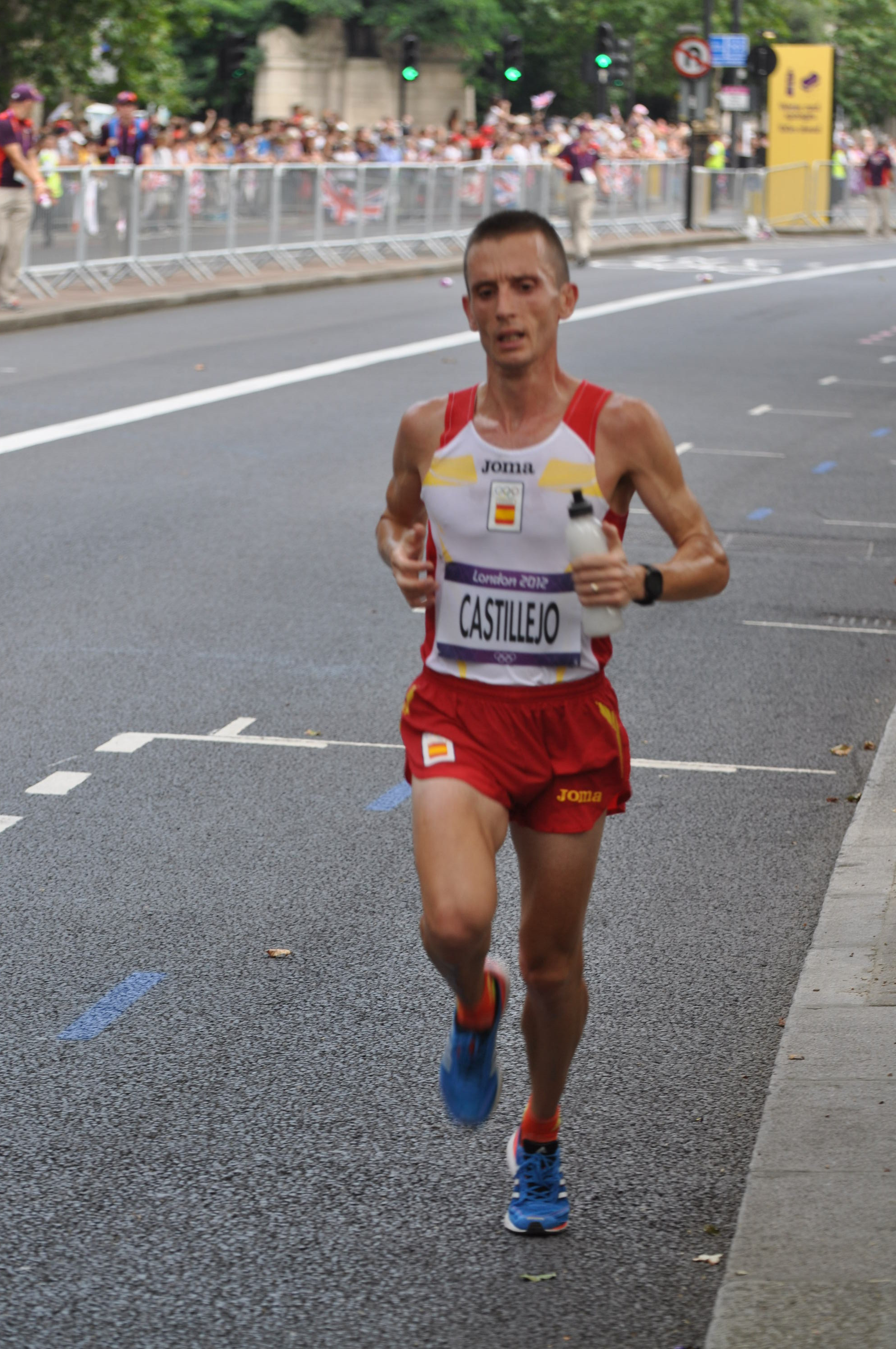
Carles Castillejo – nicht im Ziel
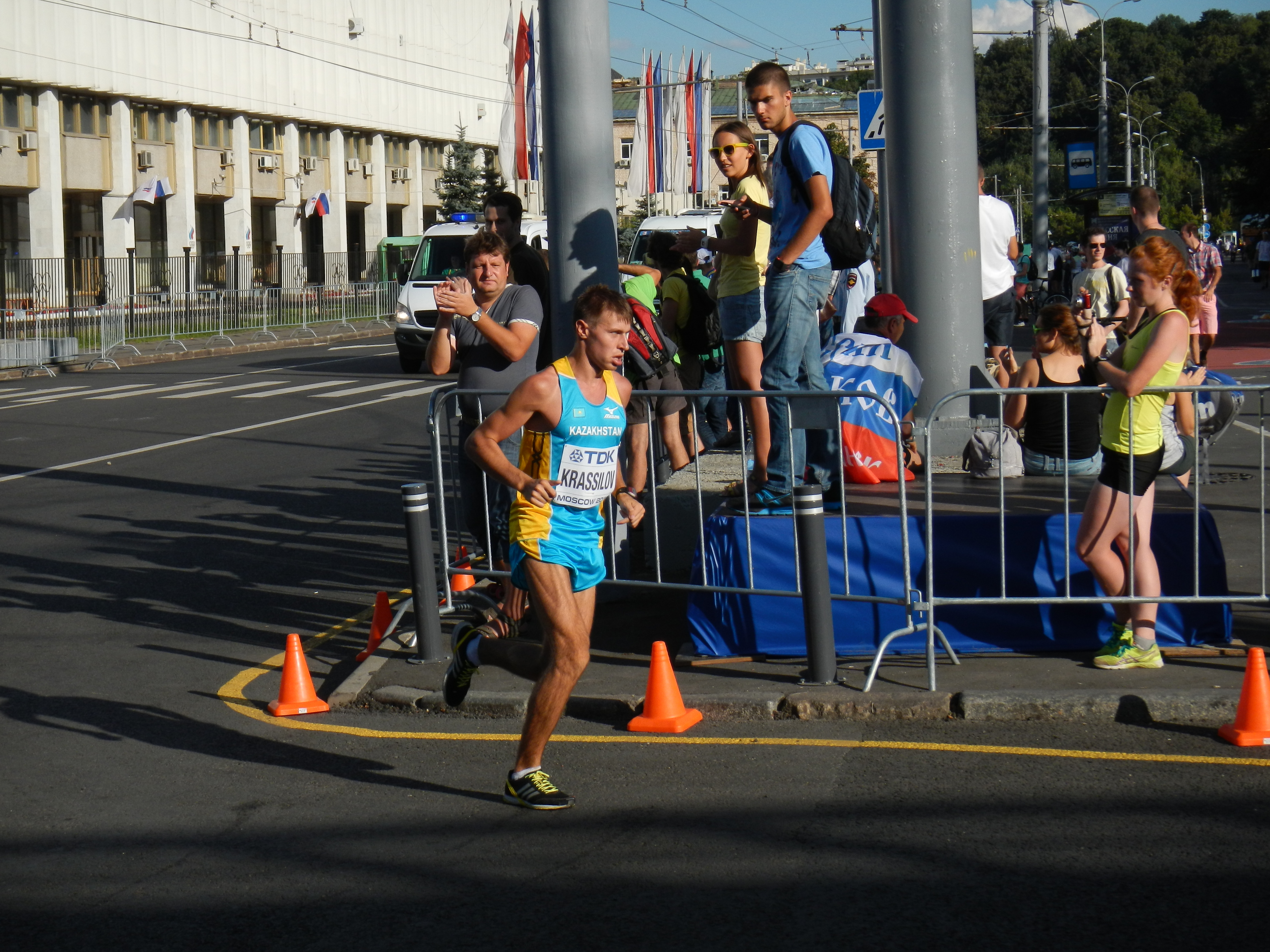
Michail Krassilow – nicht im Ziel
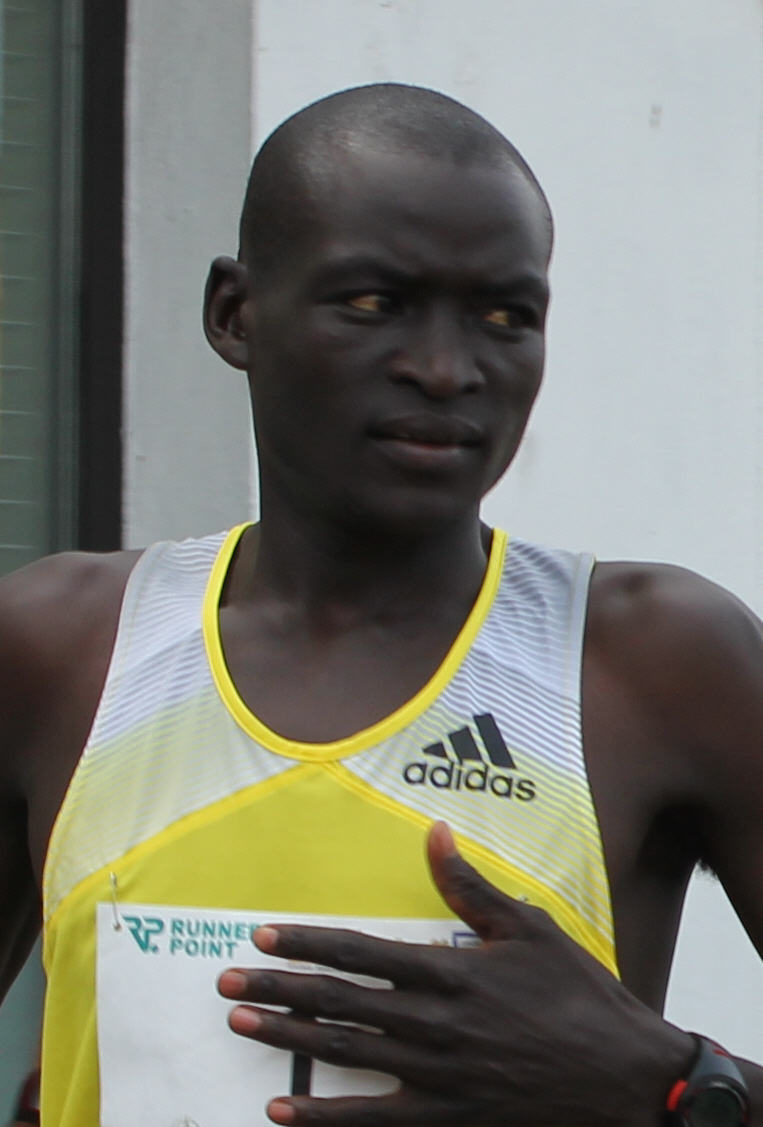
Dennis Kipruto Kimetto – nicht im Ziel
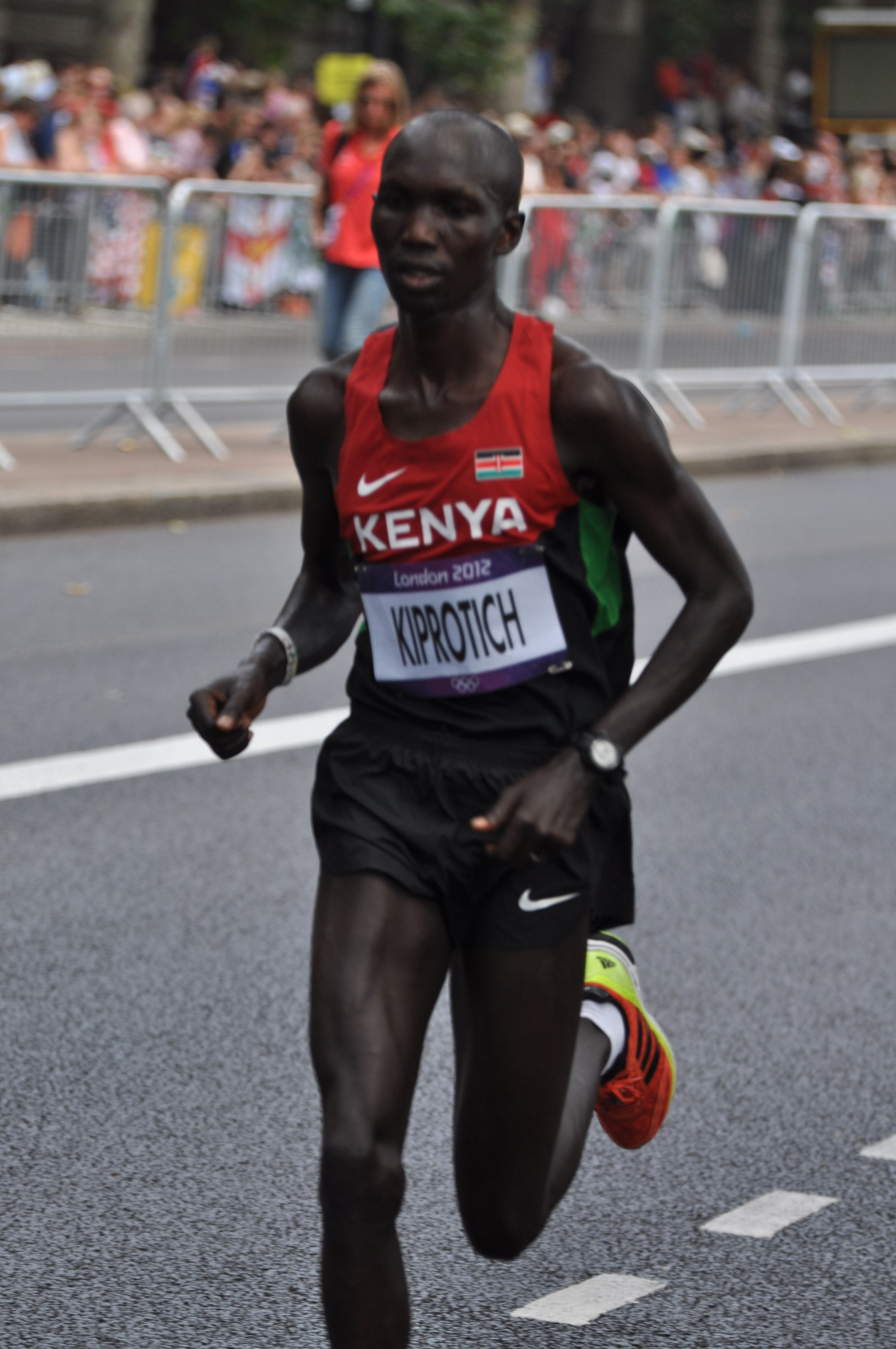
Wilson Kipsang Kiprotich – nicht im Ziel
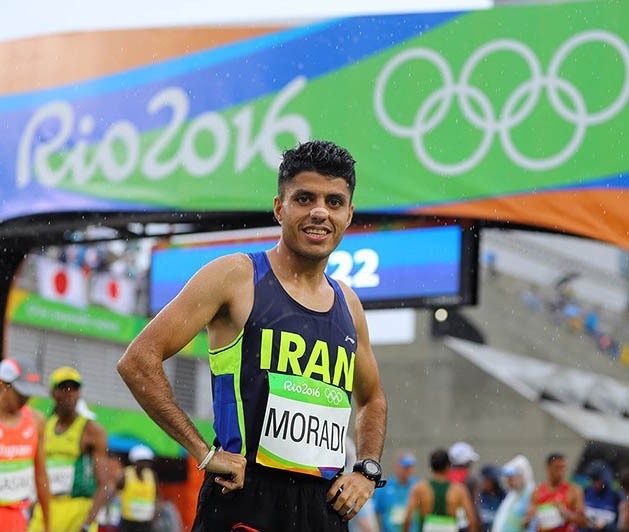
Mohammad Jaafar Moradi – nicht im Ziel
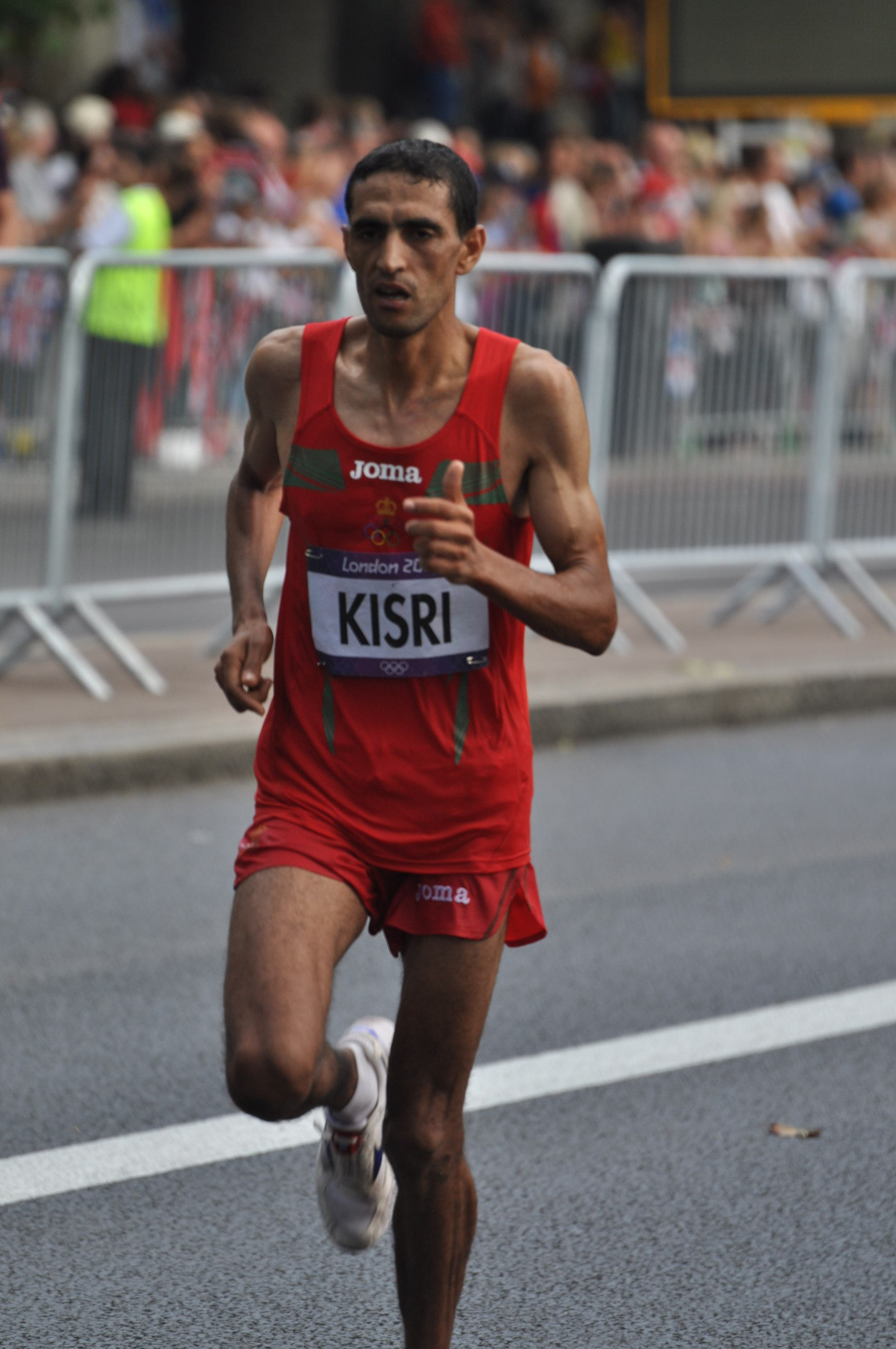
Rachid Kisri – nicht im Ziel
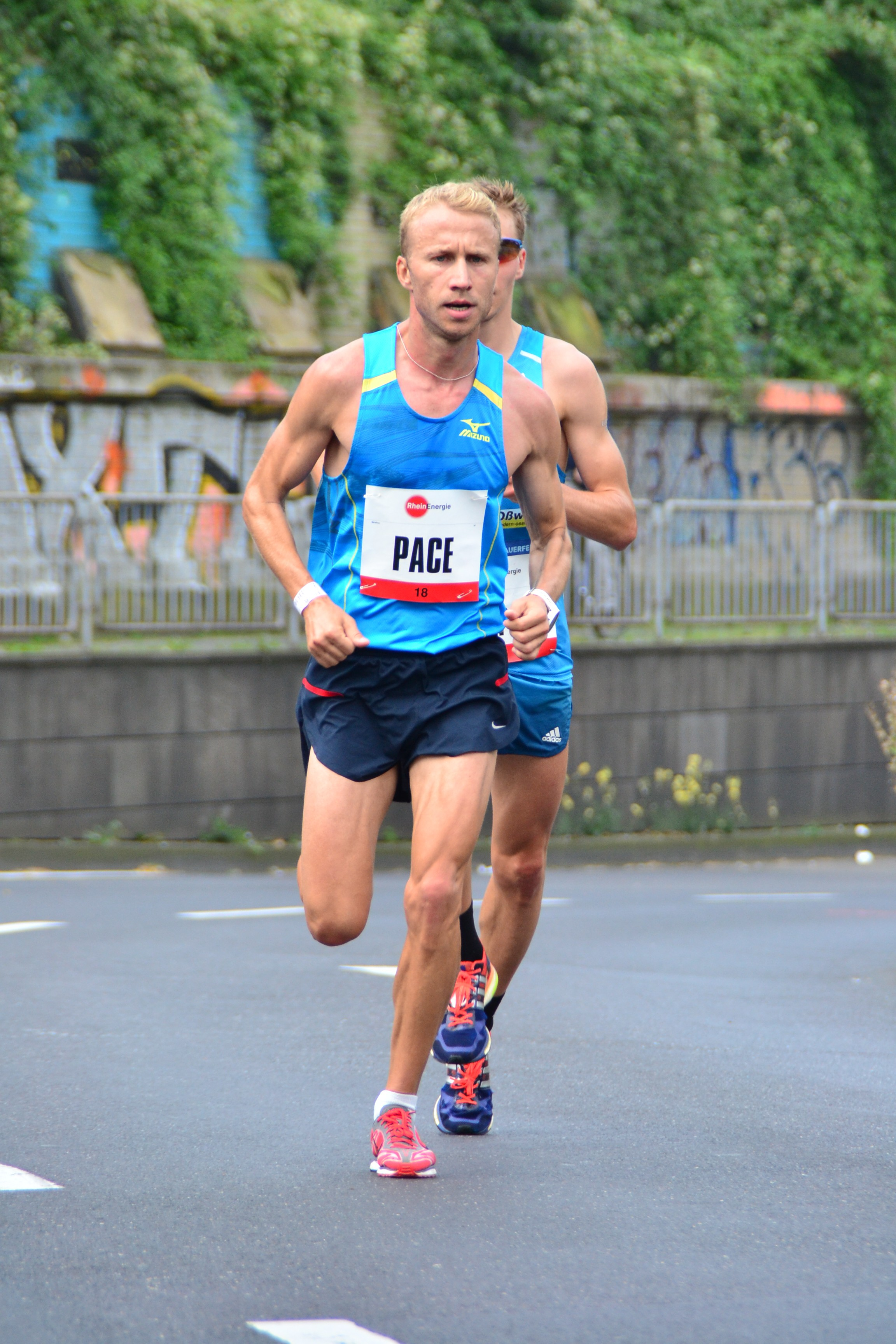
Marius Ionescu – nicht im Ziel